# Plebiscito del Veneto del 1866
Il plebiscito del Veneto del 1866, conosciuto ufficialmente anche come plebiscito di Venezia, delle province venete e di quella di Mantova, fu un plebiscito che avvenne nelle giornate di domenica 21 e lunedì 22 ottobre 1866 per sancire l'annessione al Regno d'Italia delle terre cedute alla Francia dall'Impero austriaco a seguito della terza guerra d'indipendenza.

## Contesto storico

### La terza guerra d'indipendenza italiana
Nell'aprile 1866 il Regno d'Italia strinse un'alleanza militare con la Prussia, avente lo scopo di unire "la Venezia" e Trento al proprio territorio. L'alleanza fu mantenuta nonostante l'offerta austriaca di cedere il Veneto alla Francia di Napoleone III (l'Austria ufficialmente non aveva rapporti diplomatici con l'Italia), che a sua volta l'avrebbe consegnato all'Italia. La terza guerra di indipendenza, scatenata da parte italiana nel quadro più vasto della guerra austro-prussiana, vide, dopo l'iniziale sconfitta nella battaglia di Custoza avvenuta quattro giorni dopo la dichiarazione di guerra del 20 giugno, i successi militari di Garibaldi in Trentino, a Bezzecca, e di Cialdini, che giunse fin oltre Palmanova e vinse la battaglia di Versa. La sconfitta della marina italiana nella battaglia di Lissa, avvenuta il 20 luglio, convinse il Regno d'Italia ad accettare una tregua a partire dal 25 luglio e a iniziare le trattative che portarono alla fine delle ostilità sul fronte italo-austriaco con l'armistizio di Cormons, firmato il 12 agosto.
La tregua del 25 luglio congelava i movimenti di truppe e, a quella data, risultava liberato dalla dominazione austriaca tutto il territorio residuo dell'ex Regno Lombardo-Veneto, con l'esclusione delle sole fortezze del Quadrilatero: Verona, Legnago, Mantova e Peschiera del Garda, oltre a Palmanova e Venezia, quest'ultima città caratterizzata da un forte simbolismo unitario e dal ricordo della sua rivolta durante i moti del 1848.

### Trattato di Praga
L'Austria, sconfitta dalla Prussia (armistizio di Nikolsburg), cedette con il trattato di Praga del 23 agosto 1866 i territori residui del Regno Lombardo-Veneto alla Francia, nell'intesa che Napoleone III li consegnasse a Vittorio Emanuele II previa organizzazione di una consultazione, che formalmente avesse confermato la volontà popolare alla liberazione del Veneto dal dominio austriaco.
La forma del trattato, per quanto riguardava il plebiscito, non incontrò i favori del re e del governo italiano:
(Lettera del presidente del Consiglio Bettino Ricasoli al ministro degli Esteri Emilio Visconti Venosta, 4 settembre 1866)
Le truppe italiane entreranno tosto in Venezia e nelle altre fortezze, e insieme alle truppe saranno installate le autorità italiane. In questo modo s'intenderà compiuta la consegna e la riconsegna delle fortezze e dei territori e finita la missione del Generale Leboeuf. Il plebiscito avrà luogo dappoi contemporaneamente in tutto il Veneto, provocato dalle Municipalità e come una manifestazione spontanea della volontà del paese. In questo modo dopo firmata la pace, in tre o quattro giorni tutto sarebbe finito, perché in Venezia e in Verona entrerebbero i nostri soldati e sarebbero installate le nostre autorità. La Venezia sarebbe nostra e il plebiscito apparirebbe come una formalità susseguente. [...] Se le nostre truppe non potessero entrare, se non dopo il plebiscito, in Venezia, se il Generale Leboeuf dovesse rimanervi come il rappresentante d'una sovranità, chiamare le popolazioni a votare etc. etc., il paese, credetelo, sarebbe posto a troppo dura prova, il Governo screditato, il Re costretto ad accettare una situazione le cui conseguenze non sarebbero così presto cancellabili.»
(Lettera del ministro degli Esteri Emilio Visconti Venosta a Costantino Nigra, 5 settembre 1866)
Al plebiscito era contrario anche il Comitato veneto centrale, che a tale riguardo citava la richiesta dei veneti nel 1848 a favore di una fusione col Piemonte delle loro provincie stando sotto la dinastia Savoia, richiesta rinnovata a guerra finita nel 1859.

### Trattato di Vienna

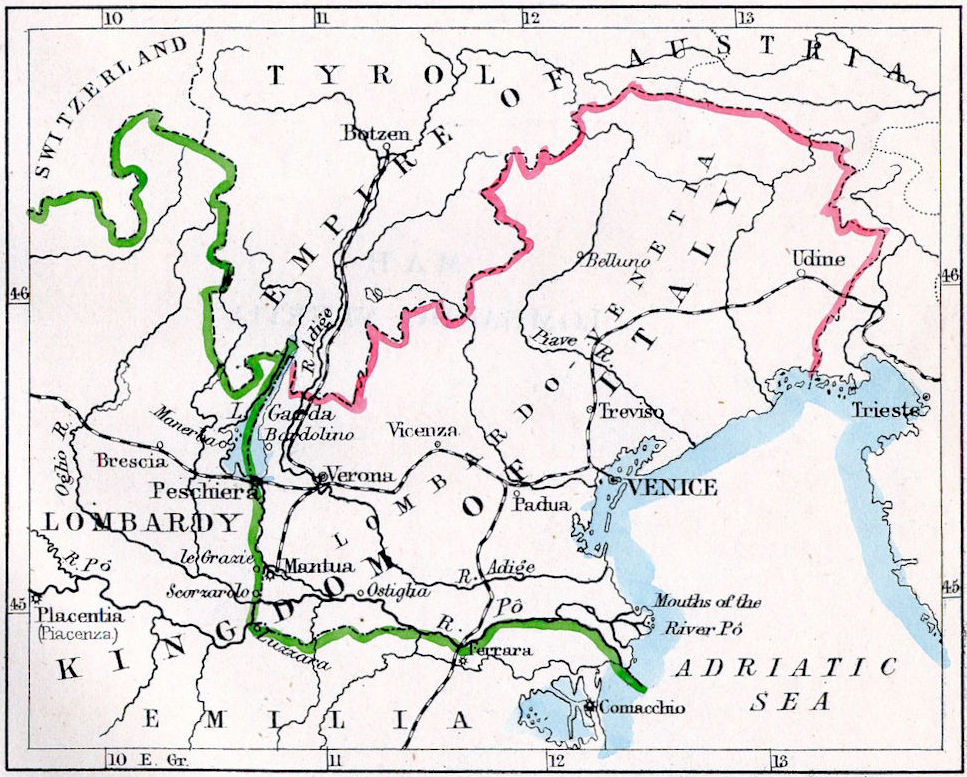
Confini del Regno d'Italia

Il trattato di Vienna del 3 ottobre 1866, concluso fra Austria e Italia, stabiliva le condizioni della consegna e affermava nel suo preambolo che l'imperatore d'Austria aveva ceduto il Regno Lombardo-Veneto all'Imperatore dei Francesi, il quale, a sua volta, si era dichiarato pronto a riconoscere la riunione del "Regno Lombardo Veneto agli Stati di Sua Maestà il Re d'Italia, sotto riserva del consenso delle popolazioni debitamente consultate". L'articolo 14 del trattato permetteva agli abitanti della regione, che l'avessero desiderato, di trasferirsi con i loro beni negli stati che rimanevano sotto il dominio dell'impero austriaco, conservando quindi il loro stato di sudditi austriaci. L'evacuazione del territorio ceduto dall'Austria, dettagliata nell'articolo 5, sarebbe cominciata immediatamente dopo la sottoscrizione della pace, la cui data sarebbe coincisa col giorno dello scambio delle ratifiche del trattato di Vienna, come riportato nel primo articolo del trattato.

### Convocazione del plebiscito
Da parte del governo italiano venne presentata a Vittorio Emanuele II la Relazione del Presidente del Consiglio e del Ministro di grazia e giustizia e dei culti a S. M. il Re intorno di plebiscito delle Provincie Venete: la relazione iniziava con un preambolo in cui si affermava che il Regno d'Italia «crebbe e si ingrandì con il consenso spontaneo dei popoli ansiosi di dare all'idea nazionale una forma, che ne assicurasse lo svolgimento, e fosse all'Europa una guarentigia di ordine e di civiltà»; venivano poi ricordati gli eventi del 1848 e le connesse manifestazioni di intenti di unione col Regno, a cui seguirono «diciassette anni di resistenze e di patimenti». In risposta alla relazione il sovrano emanò il 7 ottobre il regio decreto n. 3236 per la convocazione del plebiscito, all'insaputa dei francesi, pubblicato in Gazzetta Ufficiale solo il 19 ottobre.

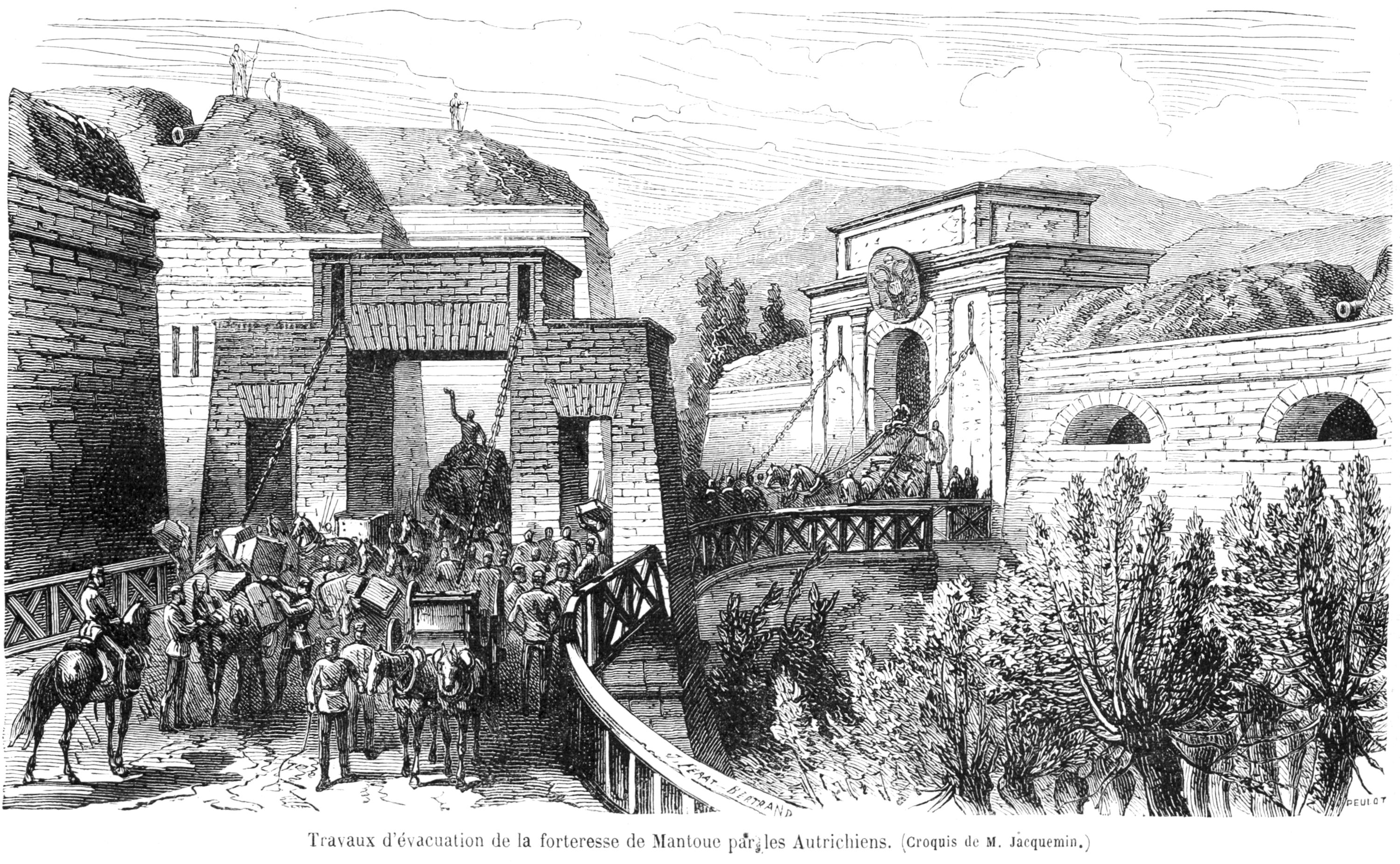
Partenza degli austriaci dalla fortezza di Mantova

In quei giorni era iniziata la consegna ufficiale delle fortezze e delle città da parte dei francesi alle autorità locali, seguita dall'ingresso delle truppe italiane: Borgoforte l'8 ottobre, Peschiera del Garda il 9 ottobre, Mantova e Legnago l'11 ottobre, Palmanova il 12 e Verona il 15, mentre Venezia fu consegnata per ultima il 19 ottobre. 

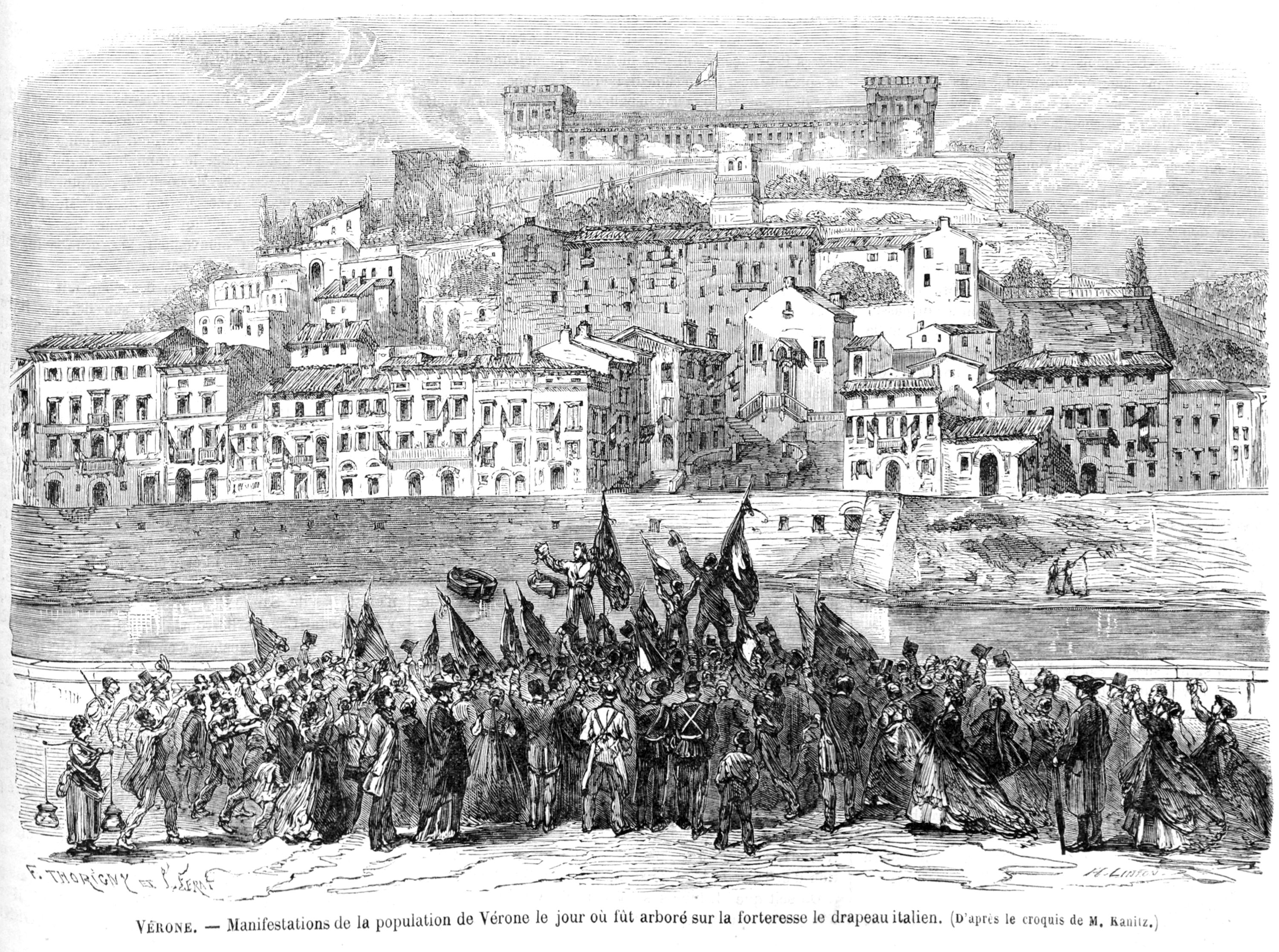
Bandiera italiana sulla fortezza di Verona

Il 17 ottobre venne emanato il decreto di convocazione per il plebiscito e rese note le sue modalità: le votazioni sarebbero avvenute i giorni 21 e 22 ottobre, mentre lo spoglio delle urne sarebbe avvenuto dal 23 al 26; infine, il 27 il tribunale di appello di Venezia, riunito in seduta pubblica, avrebbe sommato i dati e comunicato i risultati al Ministero della giustizia a Firenze (all'epoca capitale d'Italia) e una deputazione di notabili sarebbe partita per portare i risultati a Vittorio Emanuele II. Contemporaneamente fu indicato che Venezia, Padova, Mantova, Verona, Udine e Treviso sarebbero state sede di intendenze militari.
La notizia del decreto di convocazione, diffusa dalla stampa il 17 ottobre, provocò la reazione del generale plenipotenziario francese Edmond Le Bœuf, che protestò che «a fronte delle determinazioni reali, la sua consegna del Veneto a tre notabili onde organizzino un plebiscito, diventa derisoria [...] e d'altra parte essendo il Decreto Reale una violazione del trattato, egli protestava che ne riferiva al suo Governo, e che senza ordine ulteriore dall'Imperatore non avrebbe rimesso il Veneto». Genova Thaon di Revel riuscì a convincerlo che si trattava solo di istruzioni preparatorie date ai comuni, facendogli ritirare la protesta, ma ammise che «in fondo aveva ragione».

## La cessione del 19 ottobre

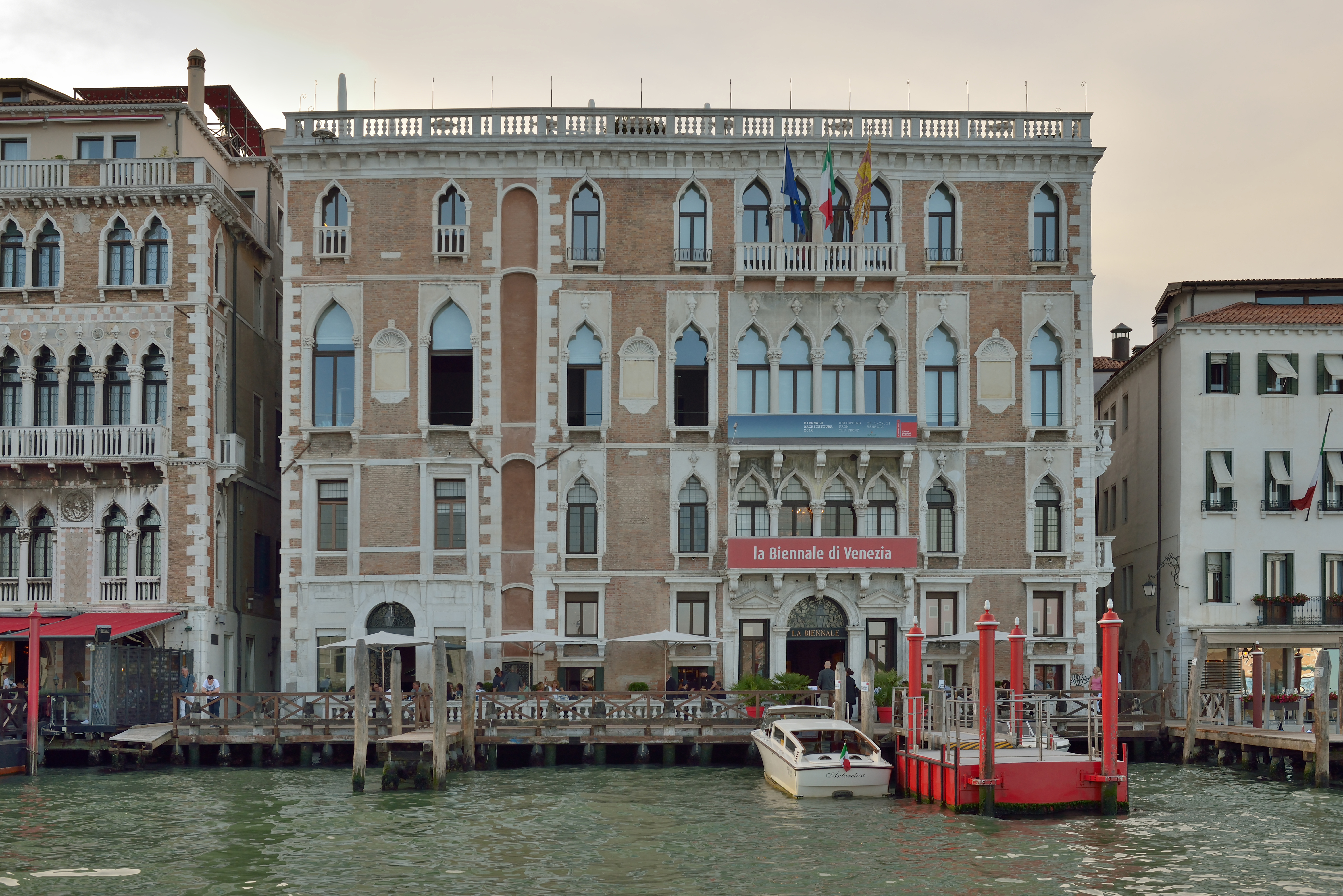
Le formalità di consegna dell'ex Regno Lombardo-Veneto si svolsero a Ca' Giustinian, che all'epoca ospitava l'albergo Europa

La guarnigione austriaca aveva iniziato l'abbandono della città di Venezia già dalla notte del 18 ottobre, con i primi reparti imbarcatisi sui bastimenti del Lloyd triestino di navigazione e il resto della truppa raccolta, in attesa dell'imbarco, sul Lido.
Nella mattina del 19 ottobre il generale Le Bœuf, che alloggiava nell'albergo Europa, riunì il commissario militare austriaco generale Karl Möring, il generale italiano Thaon di Revel, la municipalità di Venezia, la commissione incaricata di ricevere il Veneto, il console generale di Francia M. de Surville e M. Vicary per espletare le procedure del passaggio del potere.
Le formalità si svolsero in quattro fasi:
- alle ore 7:00 Möring consegnò la fortezza di Venezia al rappresentante francese Le Bœuf;[10]
- alle ore 7:30 il generale Le Bœuf rimise la piazzaforte di Venezia nelle mani della municipalità cittadina e degli assessori Marcantonio Gaspari, Giovanni Pietro Grimani e Antonio Giustiniani Recanati;[19]
- Quindi Möring consegnò il Regno Lombardo-Veneto al rappresentante francese Le Bœuf;
- alle ore 8:00 il generale Le Bœuf "riconsegnò" infine il Veneto a Luigi Michiel e Edoardo De Betta, rappresentanti rispettivamente di Venezia e Verona, scelti su suggerimento di Thaon di Revel,[10][20] che firmarono il verbale di riconsegna; Achille Emi-Kelder, rappresentante di Mantova, era invece momentaneamente assente per un'improvvisa indisposizione e firmò più tardi l'atto di cessione.[21]

La riconsegna del Veneto venne presentata da Le Bœuf con la seguente dichiarazione:
Quest'ultima cerimonia era originariamente prevista nella sala del Maggior Consiglio del Palazzo Ducale, ma - secondo Dubarry - Le Bœuf ritenne più opportuno concentrare tutte le varie consegne in un unico evento e luogo, al fine di non lasciare lunghi intervalli di tempo tra un passaggio di potere e un altro.
Subito dopo la firma, Michiel fece innalzare il tricolore sui pennoni di piazza San Marco, mentre suonavano e rimbombavano salve di artiglieria; in seguito, in base agli accordi presi, chiese a Thaon di Revel di far entrare le truppe italiane nella città. Il generale italiano, recatosi alla stazione ferroviaria assieme agli assessori, accolse così i propri militari, che sfilarono per la città suddivisi in tre colonne, ciascuna preceduta da una banda civica: la prima percorse la strada di Cannaregio, la seconda la strada dei Tolentini e la terza navigò sul Canal Grande con barconi. Dopo aver attraversato la città tutta in festa e pavesata di tricolori, alle 15:00 i tre cortei confluirono in piazza San Marco con una sfilata che si prolungò per altre due ore.

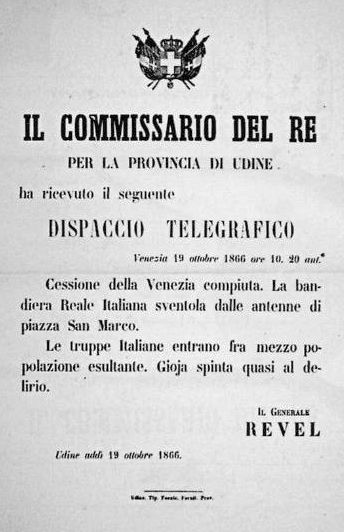
Telegramma inviato dal generale Thaon di Revel a Udine

Il giorno stesso venne pubblicato sulla Gazzetta Ufficiale il decreto del 7 ottobre per il plebiscito.
La bandiera Reale italiana sventola dalle antenne di piazza San Marco, salutata dalle frenetiche grida della esultante popolazione. - Generale Di Revel
Il Presidente del Consiglio dei Ministri rispose immediatamente con questo dispaccio:

Alla Rappresentanza municipale di Venezia - Il Governo del Re saluta Venezia esultante mentre la bandiera nazionale italiana sventola dalle antenne di piazza San Marco, simbolo di Venezia restituita all'Italia, dell'Italia restituita finalmente a se stessa. - Ricasoli»
(Gazzetta Ufficiale, 19 ottobre 1866)
Secondo alcune fonti, il 19 ottobre il Veneto sarebbe stato invece ceduto direttamente dall'Austria al Regno d'Italia: il quotidiano Gazzetta di Venezia in pochissime righe riportò che: «Questa mattina in una camera dell'albergo Europa si è fatta la cessione del Veneto».
Il 20 ottobre giunse a Venezia il commissario regio Giuseppe Pasolini, nominato già dal 13 ottobre.

## La votazione

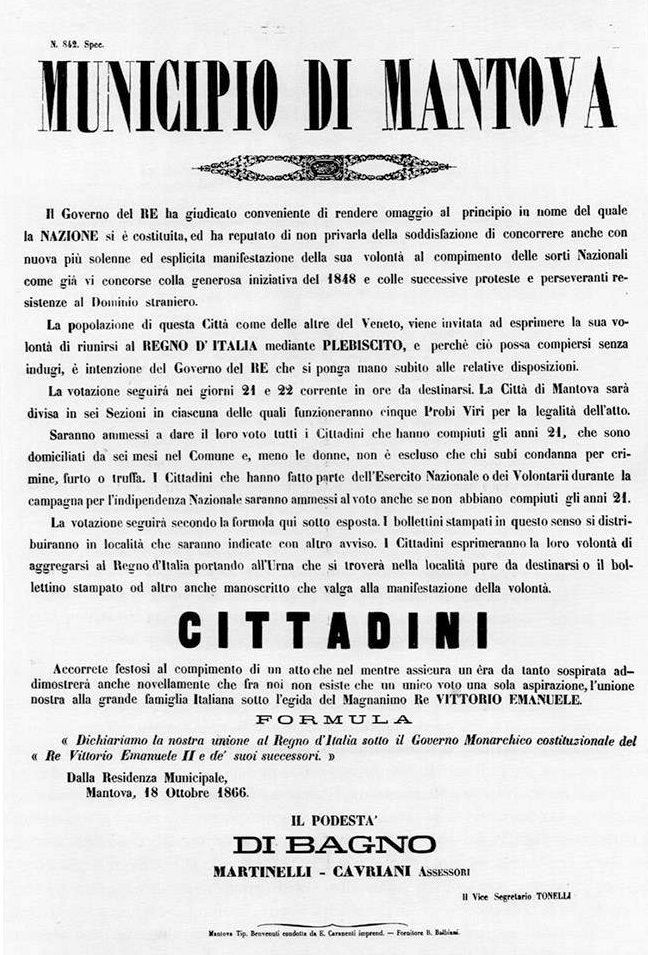
Istruzioni per il voto a Mantova

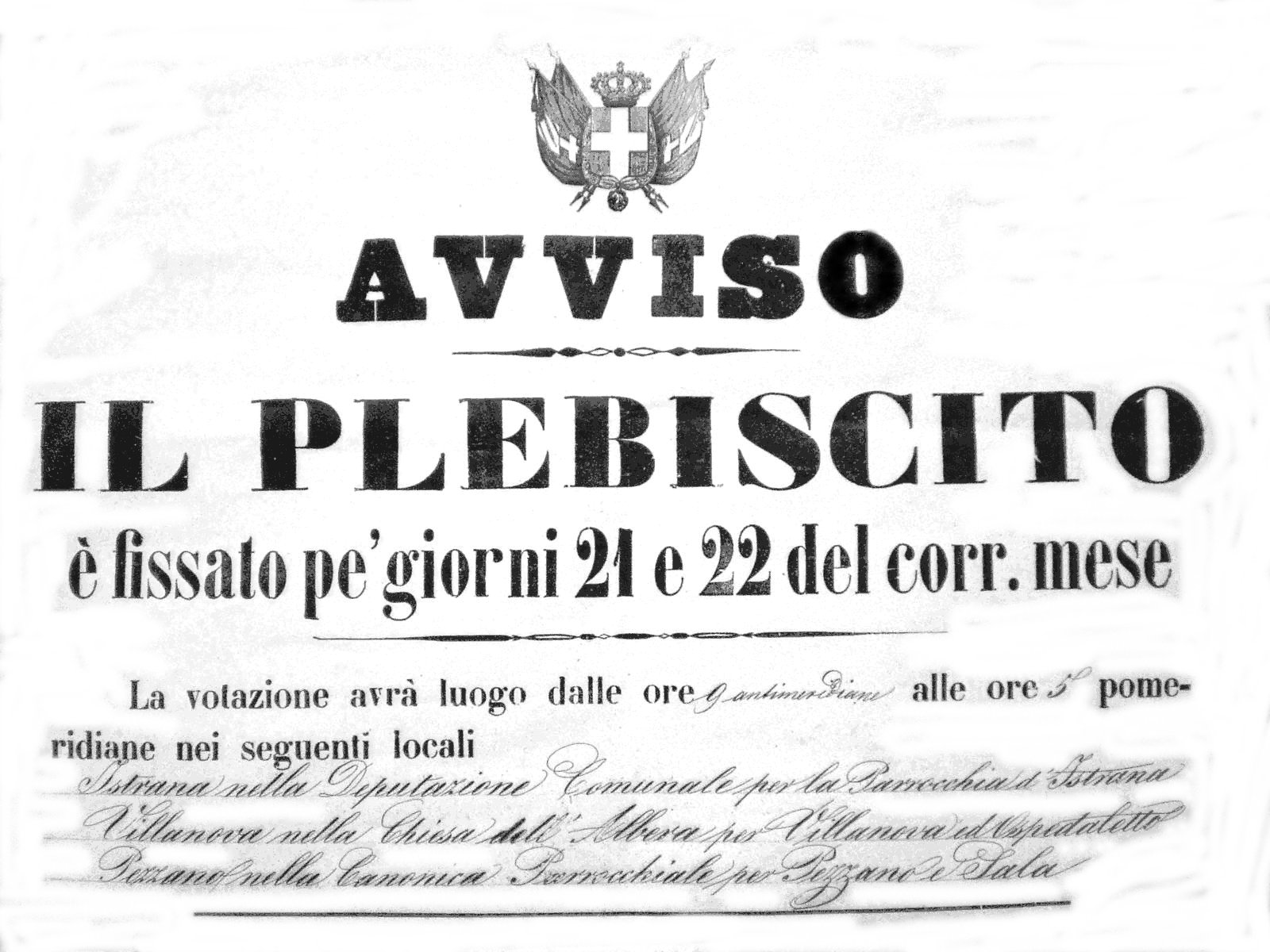
Avviso del comune di Istrana (Treviso)

La votazione per il plebiscito ebbe luogo nei giorni 21 e 22 ottobre 1866; a Venezia gli uffici elettorali rimasero aperti dalle 10:00 alle 17:00 in entrambi i giorni.
Il plebiscito fu a suffragio universale maschile. Le istruzioni di voto, stabilite dal decreto del 7 gennaio, vennero diffuse alla popolazione tramite manifesti, come nel caso della città di Mantova:
La votazione seguirà nei giorni 21 e 22 corrente in ore da destinarsi. La Città di Mantova sarà divisa in sei Sezioni in ciascuna delle quali funzioneranno cinque Probi Viri per la legalità dell'atto.
Saranno ammessi a dare il loro voto tutti i Cittadini che hanno compiuti gli anni 21, che sono domiciliati da sei mesi nel Comune e, meno le donne, non è escluso che chi subì condanna per crimine, furto o truffa. I Cittadini che hanno fatto parte dell'Esercito Nazionale o dei Volontarii durante la campagna per l’indipendenza Nazionale saranno ammessi al voto anche se non abbiano compiuti gli anni 21.
La votazione seguirà secondo la formola qui sotto esposta. I bollettini stampati in questo senso si distribuiranno in località che saranno indicate con altro avviso. I Cittadini esprimeranno la loro volontà di aggregarsi al Regno d'Italia portando all'urna che si troverà nella località pure da destinarsi o il bollettino stampato od altro anche manoscritto che valga alla manifestazione della volontà.
CITTADINI
Accorrete festosi al compimento di un atto che nel mentre assicura un èra da tanto sospirata addimostrerà anche novellamente che fra noi non esiste che un unico voto una sola aspirazione, l'unione nostra alla grande famiglia Italiana sotto l'egida del Magnanimo Re VITTORIO EMANUELE.
FORMULA
«Dichiariamo la nostra unione al Regno d'Italia sotto il Governo Monarchico costituzionale del Re Vittorio Emanuele II e de' suoi successori»»
(Manifesto del Municipio di Mantova, 18 ottobre 1866)
Era pertanto possibile votare consegnando un qualsiasi foglio contenente il testo del quesito, aggiungendo Sì oppure No.
Coloro che avevano diritto al voto in quanto maschi di età maggiore di 21 anni costituivano circa il 28% della popolazione residente; tale dato approssimativo è ottenuto considerando i maggiori di 21 anni come pari al 55% degli abitanti ed escludendo la popolazione femminile (50%), secondo i dati rilevati dal censimento del 1871. Secondo il censimento austriaco del 1857, rispetto alla popolazione totale, gli uomini con età maggiore di 21 anni erano il 27% nelle province venete (624 728 su 2 306 875) e il 28% nei cinque distretti mantovani rimasti all'impero dopo il 1859 (40 461 su 146 867).
Il quesito riguardava l'adesione delle province del Veneto (che all'epoca includeva anche le province dell'odierno Friuli centro-occidentale) e quella di Mantova al Regno d'Italia.

### Affluenza alle urne

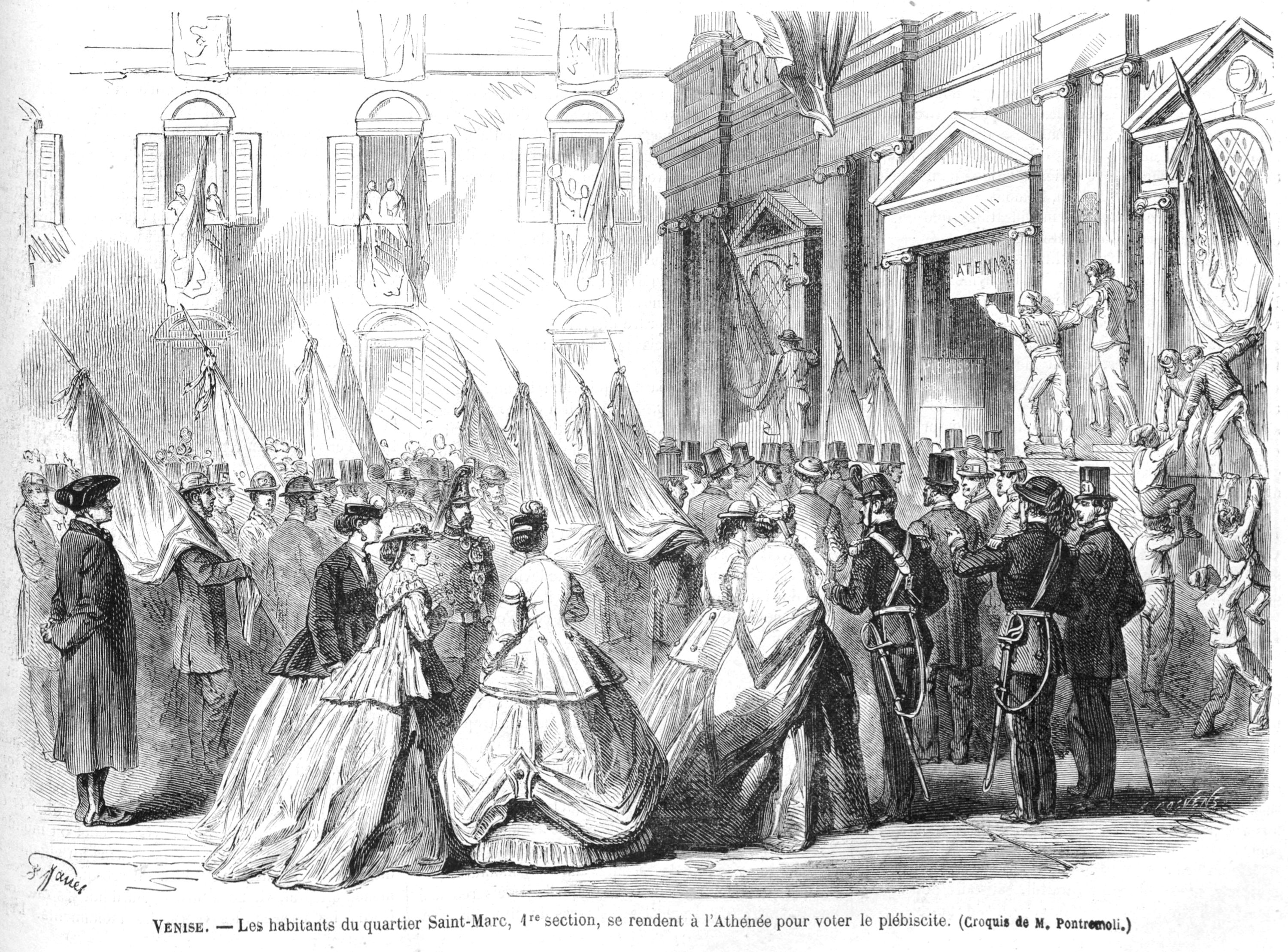
Raffaele Pontremoli, Gli abitanti del quartiere San Marco si recano all'Ateneo per votare il plebiscito

L'affluenza al voto fu molto alta, oltre l'85% degli aventi diritto al voto. Nel solo distretto di Padova votarono 29 894 elettori, pari a circa il 98% degli aventi diritto.
Nel comune di Venezia gli aventi diritto erano 30 601, ma votarono 4 000 persone in più (34 004 sì, 7 no e 115 nulli), poiché furono ammessi al voto anche i militari e gli esiliati che erano rientrati.

### Il voto della minoranza slovena
La partecipazione al plebiscito del 1866 della minoranza friulana di lingua slovena della cosiddetta Benecija o Slavia Veneta (situata nell'odierna provincia di Udine), fu particolarmente significativa. L'Impero austriaco, infatti, dopo il trattato di Campoformio aveva annullato l'autonomia giuridica, linguistica e fiscale un tempo riconosciuta dalla Serenissima alla comunità slovena, la quale anche per questo motivo aderì alle idee risorgimentali, che andarono ampliandosi sempre di più dopo la breve parentesi del 1848. Il voto antiaustriaco degli sloveni fu unanime: su 3 688 votanti vi fu una sola scheda contraria al Regno d'Italia. Il passaggio al Regno d'Italia comportò molti cambiamenti economici, sociali e culturali per tale territorio, ma iniziò anche una politica di italianizzazione delle Valli del Natisone e del Torre, che nei decenni successivi al plebiscito alimentò un progressivo sentimento di delusione delle speranze di riconoscimento dell'identità slovena.

### Il voto fuori dai confini veneti
In varie città del Regno d'Italia ci furono votazioni per gli emigrati e gli esiliati veneti, in quanto l'articolo 10 del decreto stabiliva che avrebbero potuto votare "tutti gli Italiani delle provincie liberate che si trovassero, o per ragioni di pubblico servizio o per qualsiasi altro motivo in qualunque parte del Regno"; a Torino, ad esempio, ci furono 757 votanti, tutti per il Sì.
A Firenze la votazione divenne una manifestazione pubblica:
I Veneti e Mantovani residenti in Firenze adunavansi quest'oggi a mezzogiorno al palazzo municipale onde recarsi in forma solenne a deporre il voto per l'unione della loro terra natale all'Italia.
Erano in numero di più centinaia e preceduti dalla banda della guardia nazionale e da bandiere colla croce di Savoia e col leone di San Marco procedevano per le vie de' Tornabuoni, de' Cerretani, piazza del Duomo, via de' Calzaioli e piazza della Signoria fino alla residenza dei Pretori nel palazzo degli Uffizi.
Il popolo plaudente li accompagnava lungo la via e dalle finestre sventolavano le bandiere in segno d'esultanza.»
(«La Nazione», 22 ottobre 1866)

### Il voto delle donne
Seppure non richiesto (in quanto all'epoca il suffragio era solo maschile), anche le donne di Venezia, Padova, Dolo, Mirano e Rovigo vollero esprimere il proprio voto. Anche a Mantova le donne, seppure non ammesse al voto, vollero portare il proprio sostegno: circa 2 000 voti vennero raccolti in urne separate.
Le donne veneziane inviarono un messaggio al re:
(Gazzetta di Mantova, 25 ottobre 1866)
Nella stampa dell'epoca venne sottolineato il carattere patriottico di questa partecipazione, trascurando gli accenni di protesta (l'amarezza e l'umiliazione) e di rivendicazione del diritto di voto da parte delle donne.

## Risultati

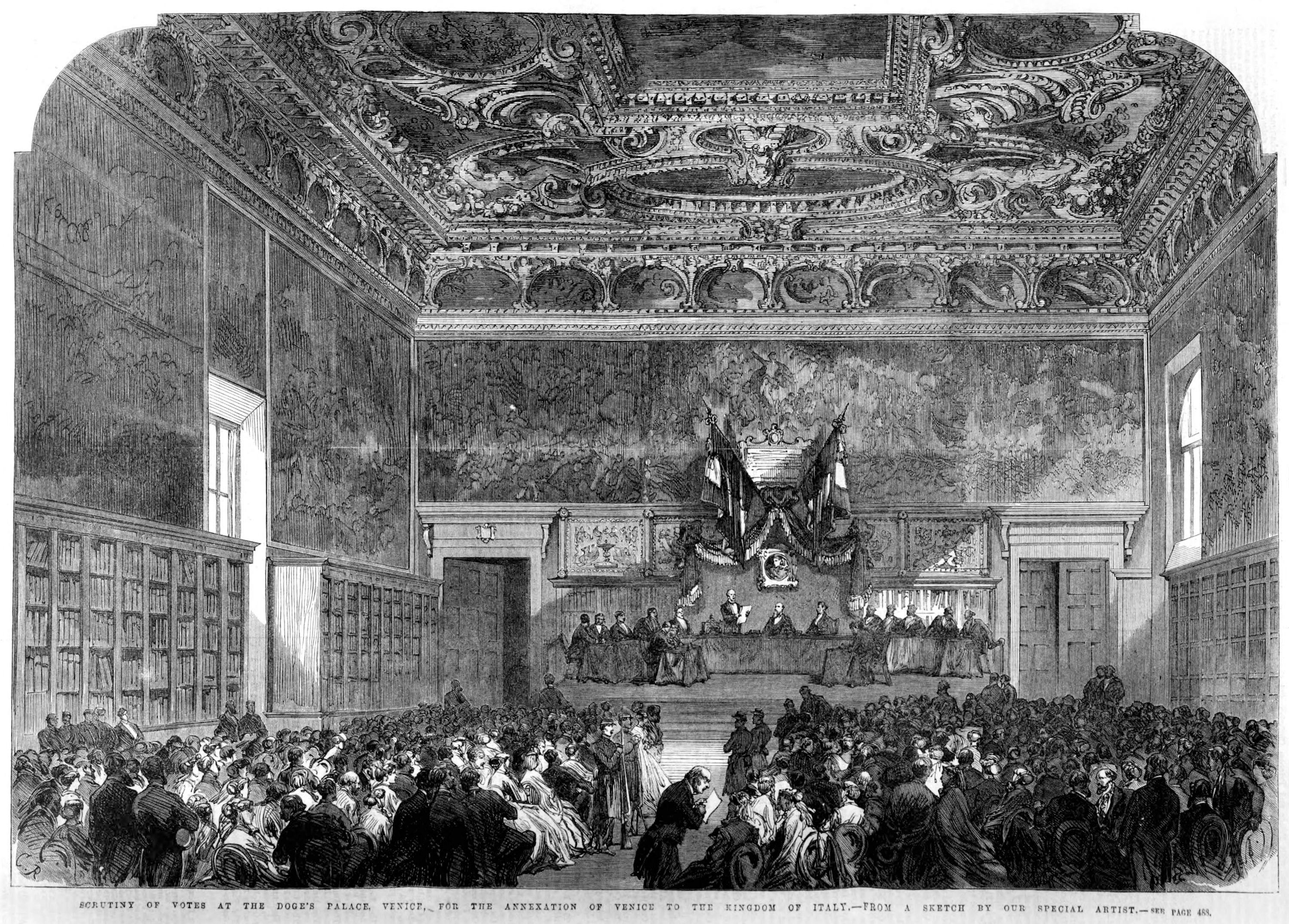
Scrutinio dei voti a Palazzo Ducale

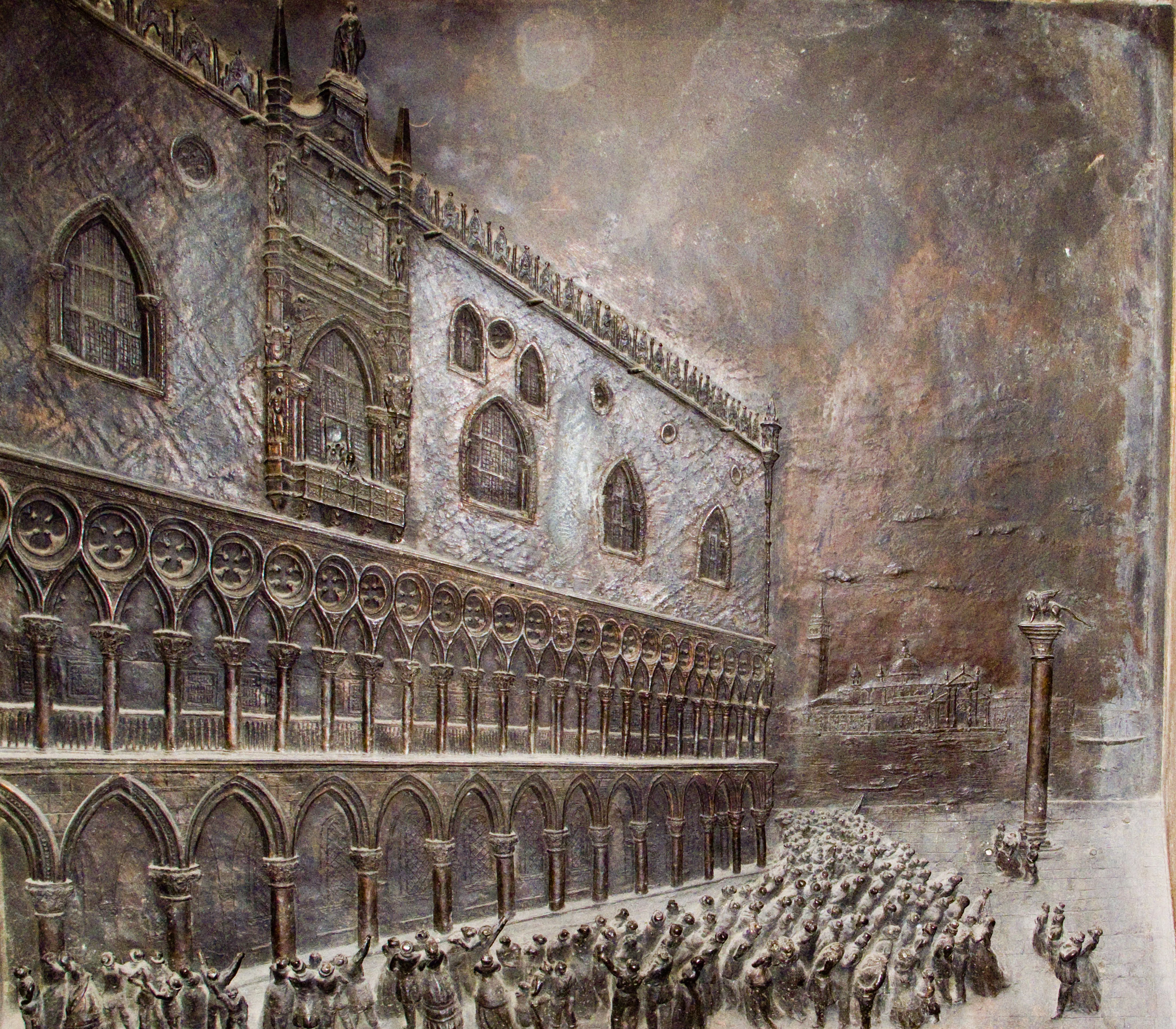
Proclamazione dei risultati del plebiscito (Augusto Benvenuti, Monumento a Sebastiano Tecchio (particolare), Palazzo Trissino di Vicenza, bronzo, 1888)

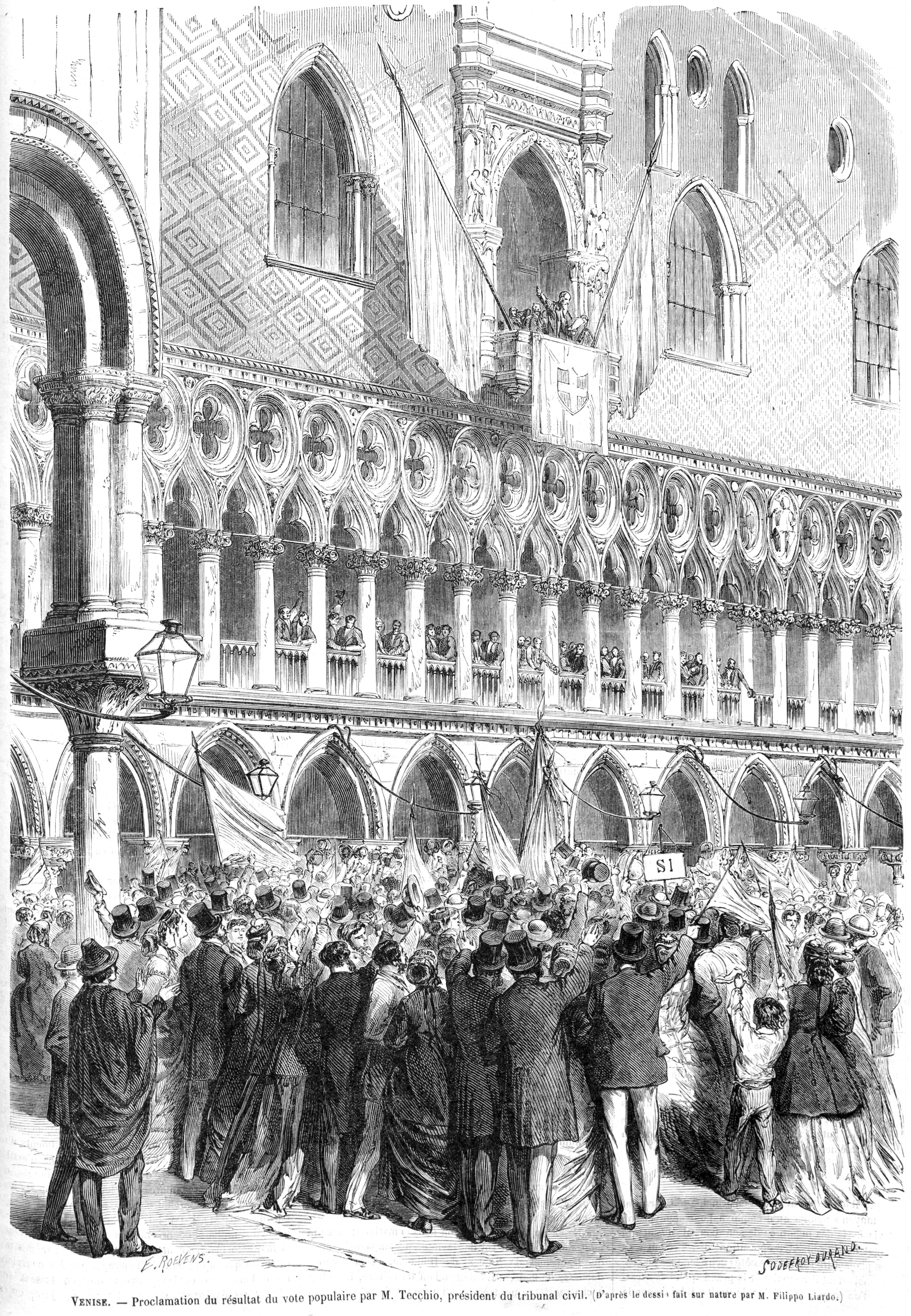
Proclamazione dei risultati del plebiscito

Il 27 ottobre a Venezia, nella Sala dello Scrutinio del Palazzo Ducale, si svolsero le operazioni di spoglio dei voti. Dopo un breve discorso di Sebastiano Tecchio, presidente del Tribunale di Appello, i consiglieri del Tribunale annunciarono i risultati delle nove province.
| Provincia                   | Sì      | No | Nulli |
| --------------------------- | ------- | -- | ----- |
| Belluno                     | 37 636  | 2  | 5     |
| Mantova                     | 37 000  | 2  | 36    |
| Padova                      | 84 375  | 4  | 1     |
| Rovigo                      | 33 696  | 8  | 1     |
| Treviso                     | 84 524  | 2  | 11    |
| Udine                       | 105 050 | 36 | 121   |
| Venezia                     | 82 879  | 7  | 115   |
| Verona                      | 85 589  | 2  | 6     |
| Vicenza                     | 85 930  | 5  | 60    |
| Da altre province del Regno | 5 079   | 1  | 3     |
| Totale                      | 641 758 | 69 | 370   |

L'annuncio dei risultati fu dato prima nella Sala dello Scrutinio e fu poi ripetuto dal balcone di Palazzo Ducale.
A causa del mancato conteggio dei voti di alcuni comuni del distretto di Rovigo (5 339 voti per il sì, nessun no e una scheda nulla) e di 149 voti di emigrati (tutti positivi), nella seduta del 31 ottobre 1866 il Tribunale di Appello si vide costretto a correggere i risultati:
|            | Totale  | Percentuale | Note             |
| ---------- | ------- | ----------- | ---------------- |
| Elettori   | n.d.    | 100,00      |                  |
| Votanti    | 647 686 | n.d.        | (su n. elettori) |
| Voti nulli | 371     | 0,06        | (su n. votanti)  |

|                      |    | Voti    | Percentuale | Percentuale         |
| -------------------- | -- | ------- | ----------- | ------------------- |
| RISPOSTA AFFERMATIVA | Sì | 647 246 | 99,99       | (su n. voti validi) |
| RISPOSTA NEGATIVA    | No | 69      | 0,01        | (su n. voti validi) |
| Totale voti validi   |    | 647 315 | 99,94       | (su n. votanti)     |

Si ritrovano pubblicate diverse versioni dei risultati:
- la lapide posta in piazza delle Erbe a Padova riporta i dati definitivi del Tribunale di Appello (647 246 favorevoli e 69 contrari);
- la lapide posta nel corridoio di accesso alla Sala dello Scrutinio, al primo piano nobile del Palazzo Ducale a Venezia sembra riportare i primi dati del Tribunale, ma con una differenza nel numero di schede nulle (641 758 favorevoli, 69 contrari e 273 nulli, totale 642 100 votanti);
- la lapide del monumento a Vittorio Emanuele II posto presso la riva degli Schiavoni a Venezia riporta anch'essa i primi dati del Tribunale;
- Denis Mack Smith, in Storia d'Italia, riporta 641 000 favorevoli;
- altri citano una popolazione di 2 603 009 persone, con 647 426 votanti e 69 voti contrari.

### Le critiche dell'epoca
L'adesione unanime al plebiscito venne così spiegata in un articolo su La Civiltà Cattolica, pubblicata a Roma, a quel tempo impegnata nella questione romana a difesa del potere temporale:
(La Civiltà Cattolica, 1866)
Lo Spirito Folletto l'8 novembre 1866 pubblicò una serie di vignette raffiguranti esempi di votanti per il plebiscito:
- Ho votato pel no per prudenza e per paura di vederli a ritornare
- Capitano austriaco e decorato dell'aquila nera, poteva votare pel sì?
- – Gastu dito sì o no? – Cossa gogio da saver mi?... I m'ha dà un pezetin de carta scrito, e oto soldi; go butà la carta nel buso e i bezi in scarsela... e servitor, paroni.
- Fingere di votare sì e votare pel no, ecco il non plus ultra della furberia pretina.
- Non voterò mai pei libertini... son troppo buon cattolico.

## Eventi successivi al plebiscito

### Restituzione della corona ferrea

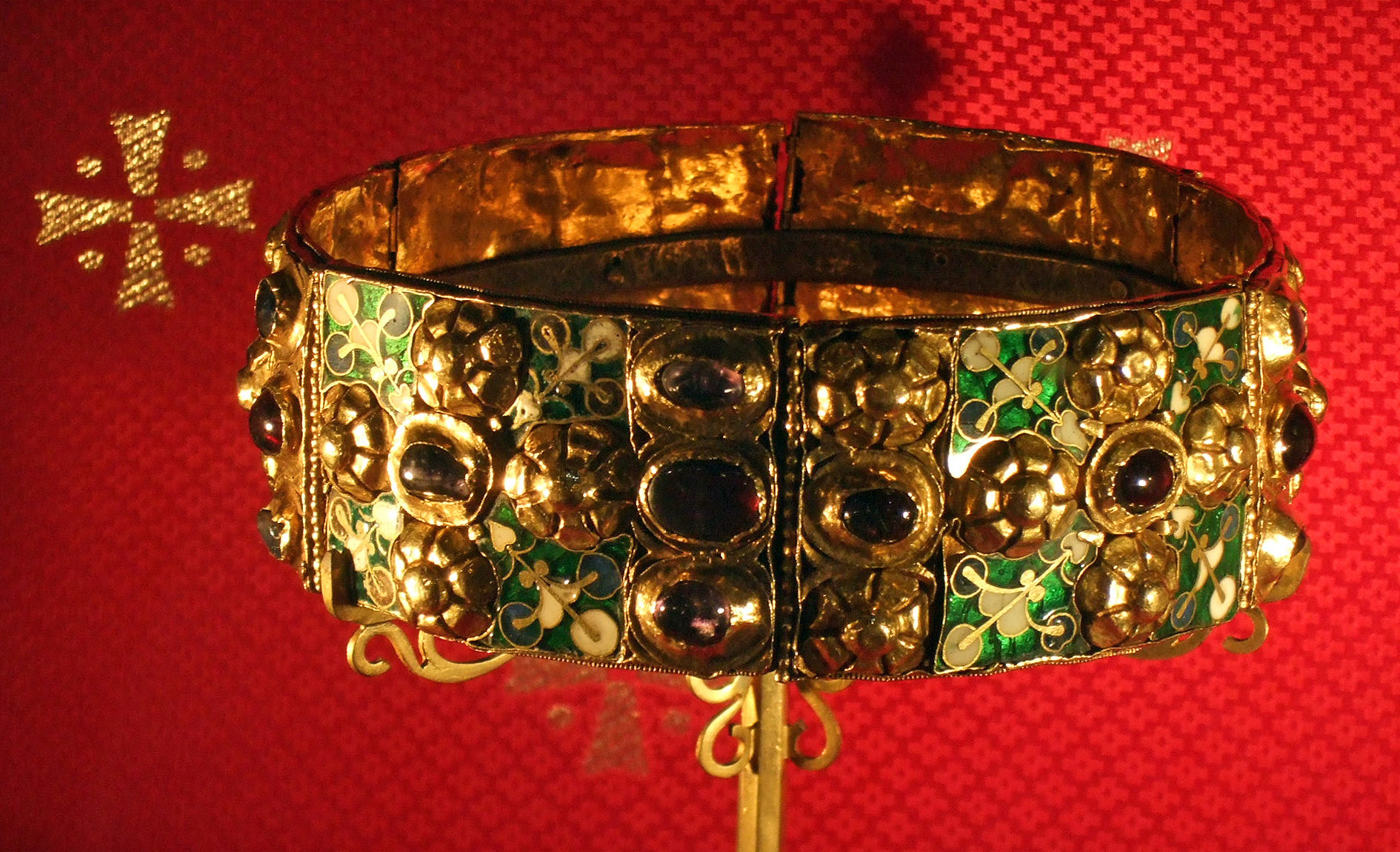
La corona ferrea restituita all'Italia

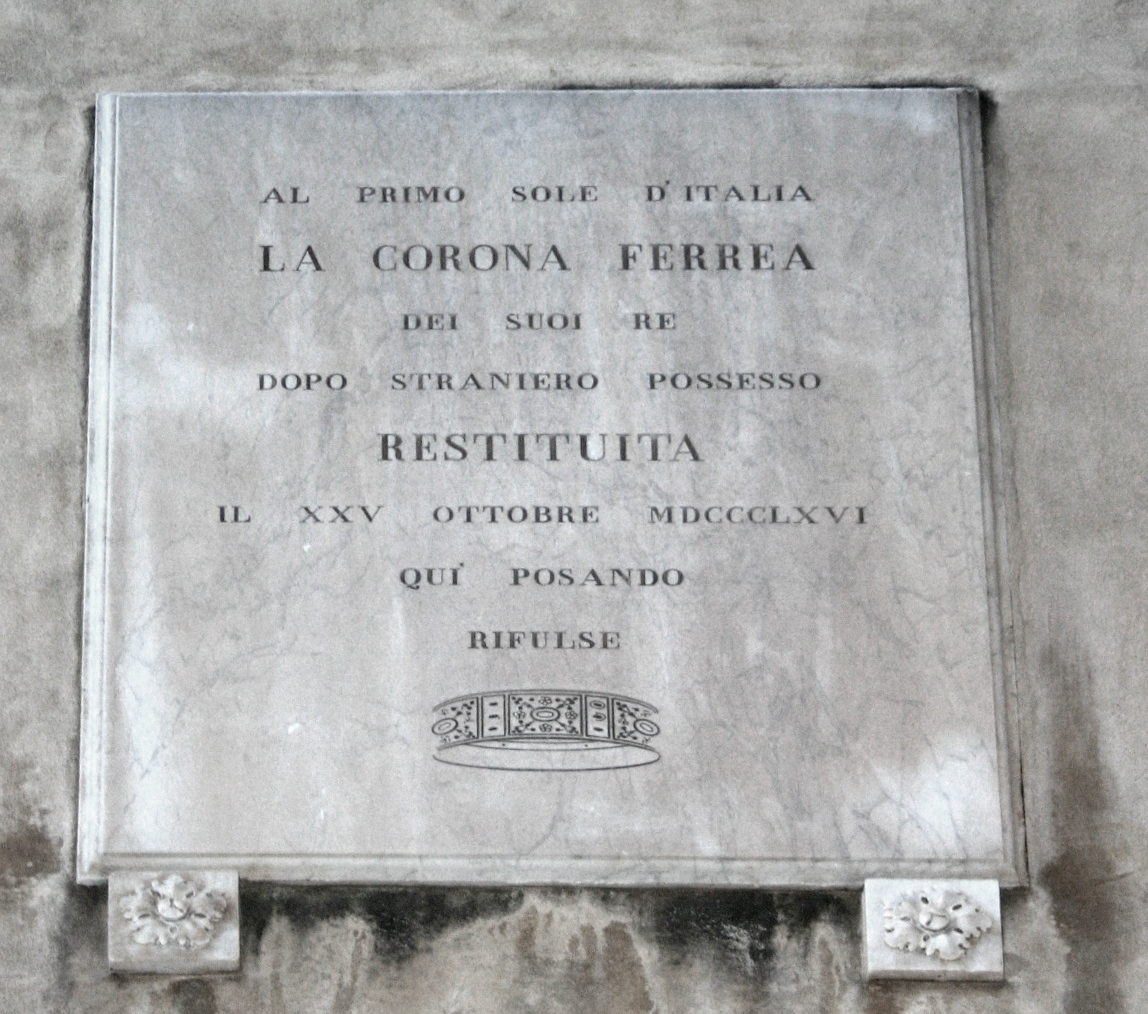
Lapide della restituzione

Il 22 aprile 1859, a causa dell'avanzata dei piemontesi nel milanese, gli austriaci decisero di trasferire a Vienna la corona ferrea, antico e prezioso simbolo usato fin dal Medioevo per l'incoronazione dei re d'Italia, che era custodita presso il Tesoro del Duomo di Monza.
La restituzione della corona all'Italia fu oggetto di specifiche note allegate all'accordo di pace e venne consegnata ufficialmente il 12 ottobre 1866 dal generale austriaco Alessandro di Mensdorff al rappresentante italiano il generale Menabrea; costui dopo la firma del trattato, tornò da Vienna portando la corona a Torino, durante il viaggio fermatosi a Venezia, la mostrò al commissario regio militare Thaon di Revel.
Una lapide posta in Calle Larga dell'Ascensione indica il 25 ottobre 1866 come data della presenza a Venezia della corona restituita all'Italia.

### Consegna dei risultati a Torino

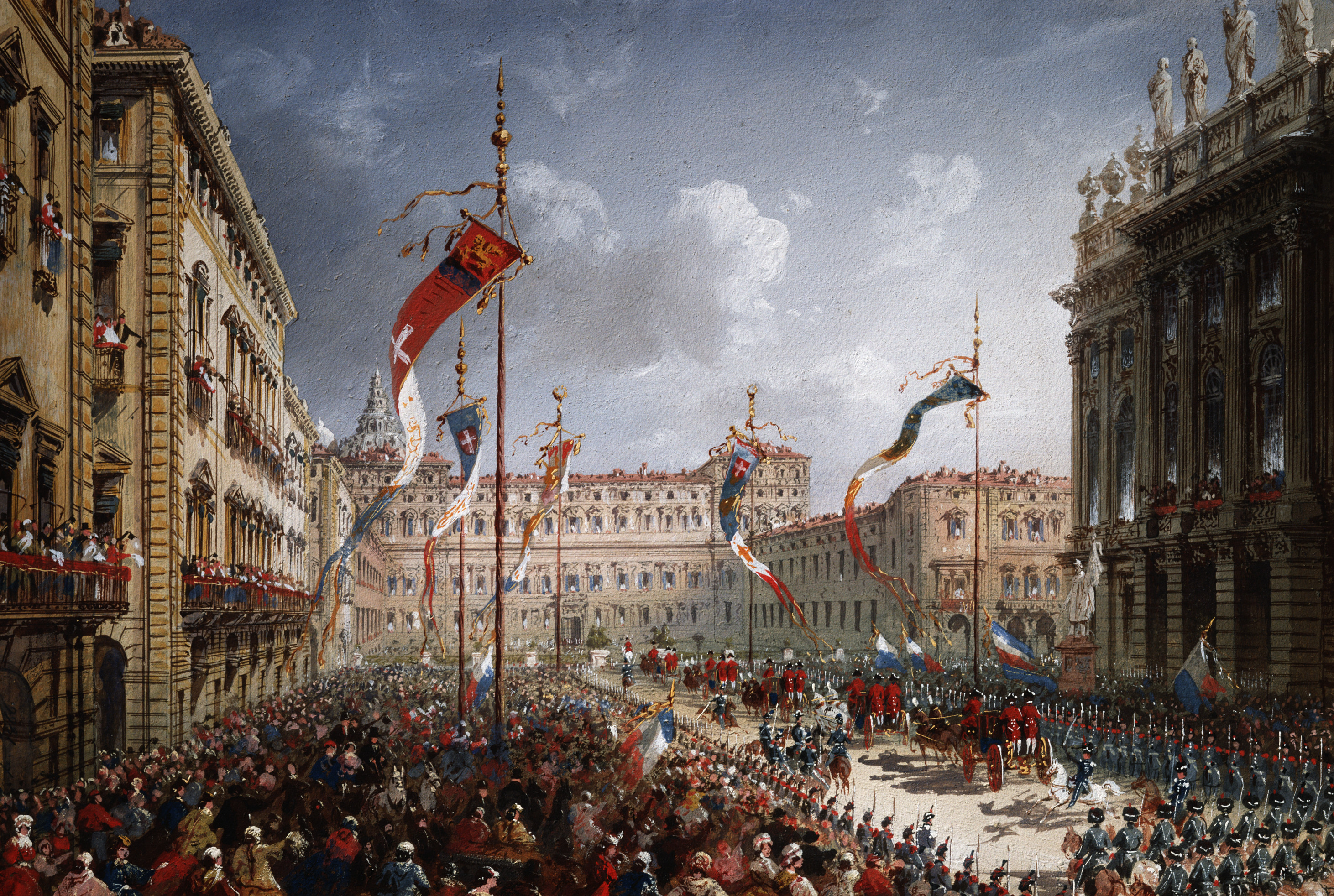
La delegazione veneta accolta in piazza Castello a Torino il 4 novembre 1866

Alla mezzanotte del 2 novembre la delegazione veneta partì da Venezia con un treno speciale che, dopo una sosta di alcune ore a Milano (dove i rappresentanti veneti furono accolti a festa dall'amministrazione comunale milanese) giunse alla stazione di Torino il giorno dopo, sabato 3 novembre, alle 14:00, salutato da colpi di cannone a festa e ricevuta dal consiglio comunale di Torino e condotta attraverso un sontuoso corteo all'albergo Europa, dal cui balcone il commendatore Tecchio pronunciò un discorso alla folla sottostante.
Domenica 4 novembre 1866, nella Sala del Trono del Palazzo Reale di Torino, una delegazione veneta consegnò a re Vittorio Emanuele II i risultati del plebiscito; la delegazione era così composta:

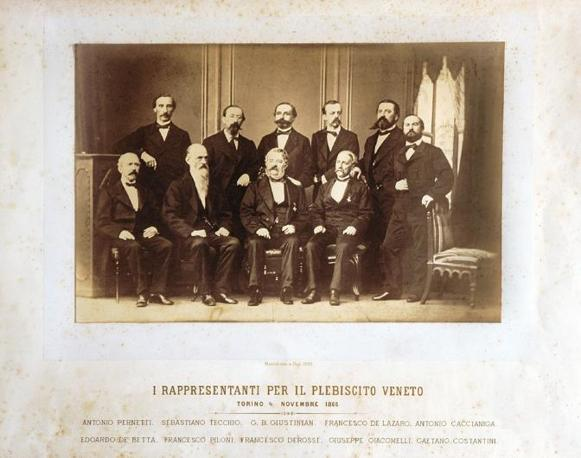
I rappresentanti per il plebiscito veneto, ricevuti a Torino il 4 novembre

- Giambattista Giustinian, podestà di Venezia;
- Giuseppe Giacomelli, sindaco di Udine;
- Edoardo De Betta, podestà di Verona;
- Francesco De Lazara, podestà di Padova;
- Gaetano Costantini, podestà di Vicenza;
- Antonio Pernetti, facente funzioni di podestà di Mantova;
- Antonio Caccianiga, sindaco di Treviso;
- Francesco Derossi, podestà di Rovigo;
- Francesco Piloni, facente funzioni di sindaco di Belluno.

Era presente anche Sebastiano Tecchio, presidente del Tribunale di Appello di Venezia.
Giambattista Giustinian pronunciò il discorso ufficiale: 
a cui rispose il re con queste parole: 
Al termine dei discorsi venne presentata e consegnata al re la Corona Ferrea di Teodolinda, restituita dall'Austria. Nonostante l'alto valore simbolico, Vittorio Emanuele II "con indifferenza" fece deporre la corona sul trono. La corona venne resa al Duomo di Monza il 6 dicembre dello stesso anno.

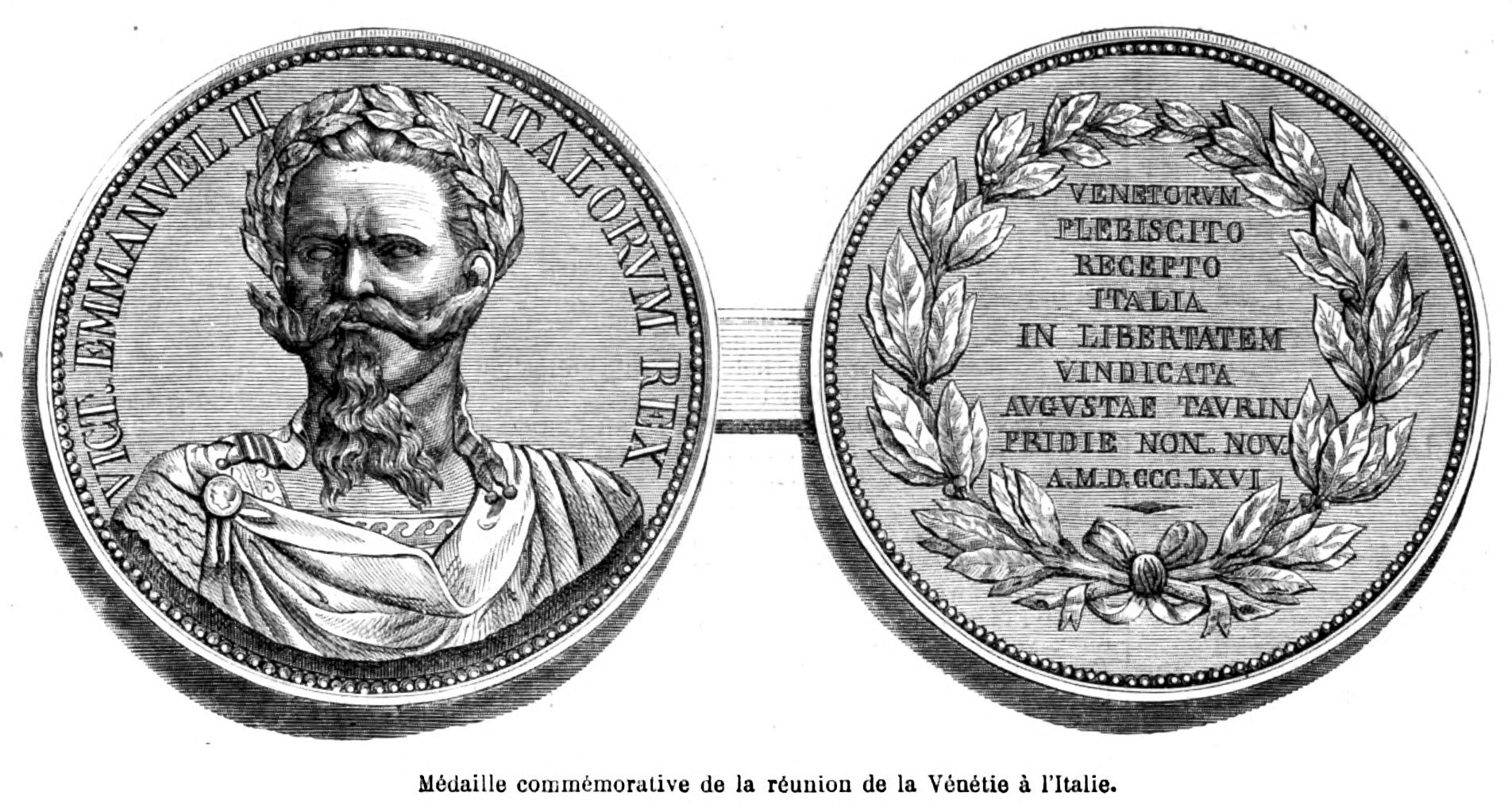
Medaglia commemorativa del plebiscito del 1866

Il giorno stesso fu emanato il regio decreto n. 3300 di annessione con il quale «le provincie della Venezia e quelle di Mantova fanno parte integrante del Regno d'Italia». Il decreto fu convertito in legge il 18 luglio 1867 (approvato dalla Camera il 16 maggio 1867 con 207 voti favorevoli e quattro contrari; approvato dal Senato il 25 maggio 1867 con 83 voti favorevoli e uno contrario).

### Ingresso di Vittorio Emanuele II a Venezia
Il 7 novembre 1866, con l'ingresso di Vittorio Emanuele II nella città di Venezia, si concludeva anche la fase politica della terza guerra d'indipendenza italiana.
Vittorio Emanuele II giunse con il treno reale alla stazione di Venezia Santa Lucia verso le ore 11:00, preceduto da colpi di cannone a salve sparati da Forte Marghera. La città era addobbata a festa, con coccarde tricolori e manifesti di saluto (tra cui alcuni, fatti stampare da un certo Simonetti, riportavano l'anagramma "Vittorio Emanuele - O Re, ami tu il Veneto? Mira! il Veneto è tuo!!"). Il re, accompagnato dai figli Umberto e Amedeo, fu accolto dalle autorità cittadine e fu portato alla lancia reale, condotta da 18 vogatori in costume, che percorse tutto il Canal Grande scortata da un gran corteo di gondole, salutato da un gran pubblico. Giunto al Palazzo Ducale, il notaio Bisacco consegnò ufficialmente al re il rogito del 1848 con cui la Repubblica di San Marco aveva già giurato fedeltà ai Savoia. I festeggiamenti proseguirono ininterrottamente per sei giorni, con spettacoli di gala al Teatro La Fenice, fuochi pirotecnici, balli in maschera, illuminazioni a gas e serenate. L'evento venne seguito e descritto da circa 1 200 giornalisti e corrispondenti giunti a Venezia da tutto il mondo.

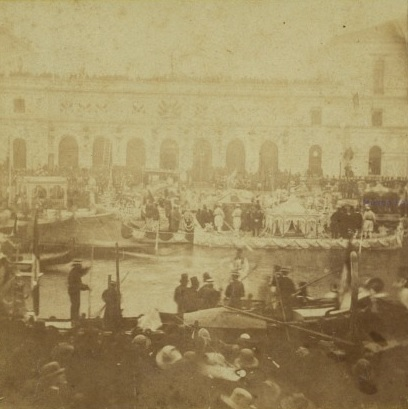
Pietro Bertoja, L'arrivo di Vittorio Emanuele II a Venezia il 7 novembre 1866
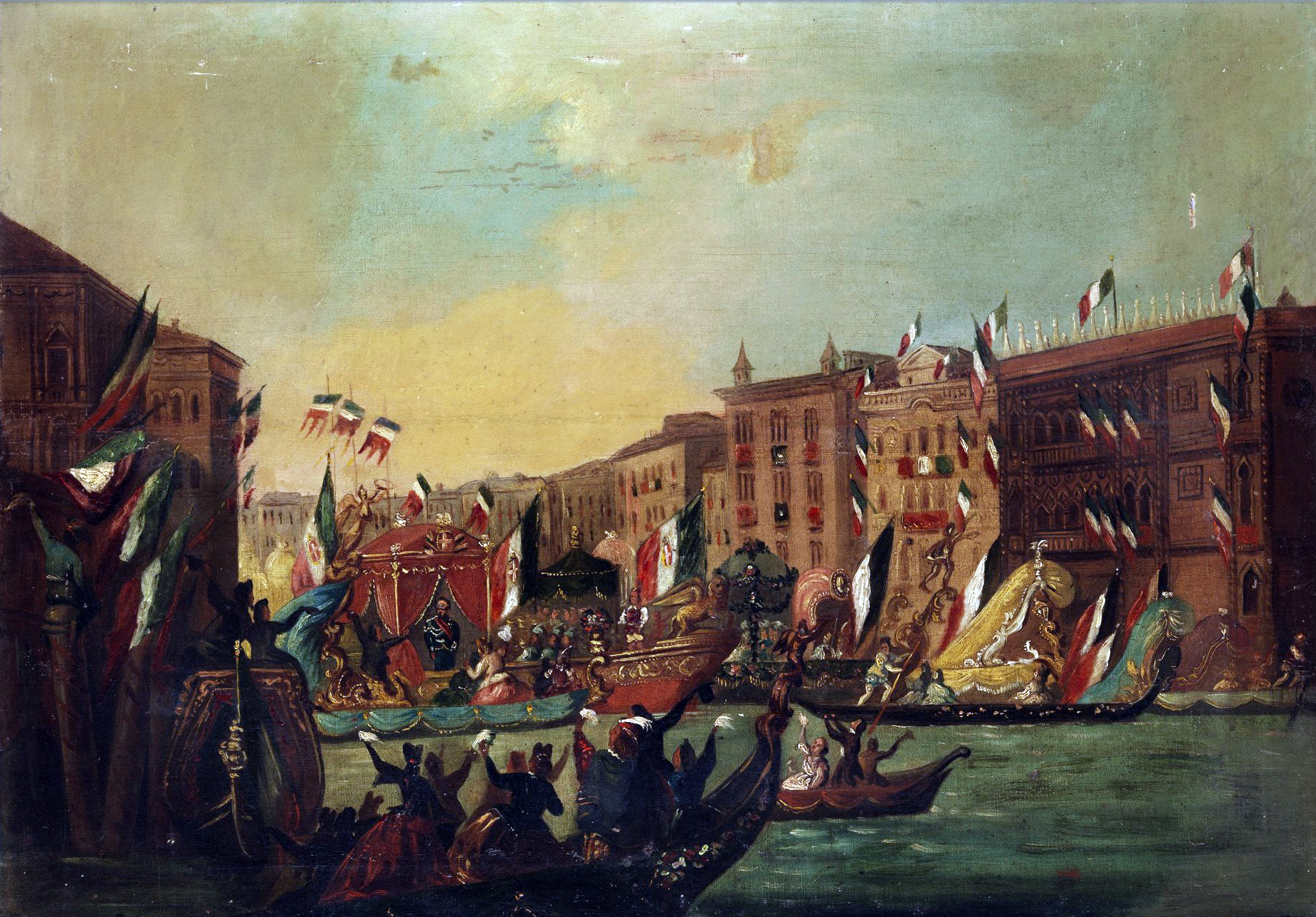
Vittorio Emanuele II sul Canal Grande
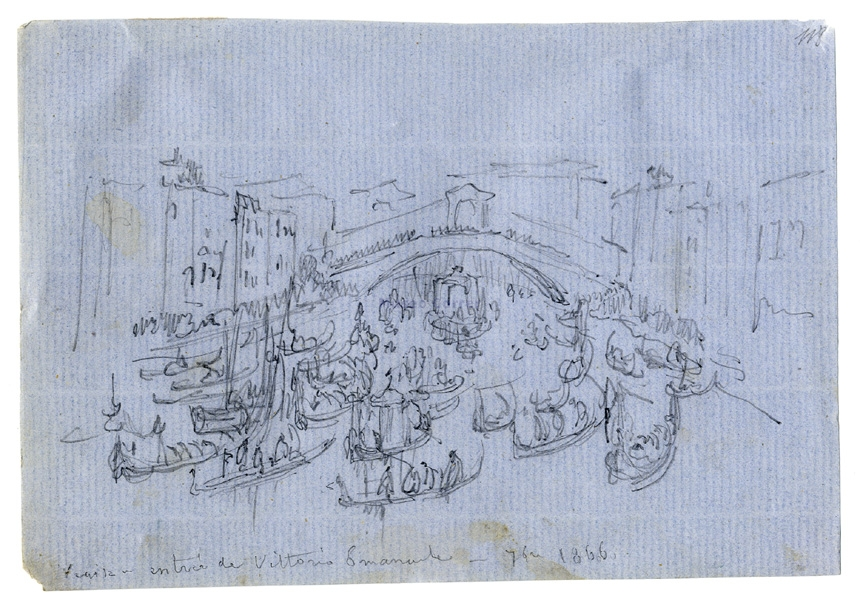
Frans Vervloet, Entrata di Vittorio Emanuele a Rialto (schizzo dal vero, 7 novembre 1866)
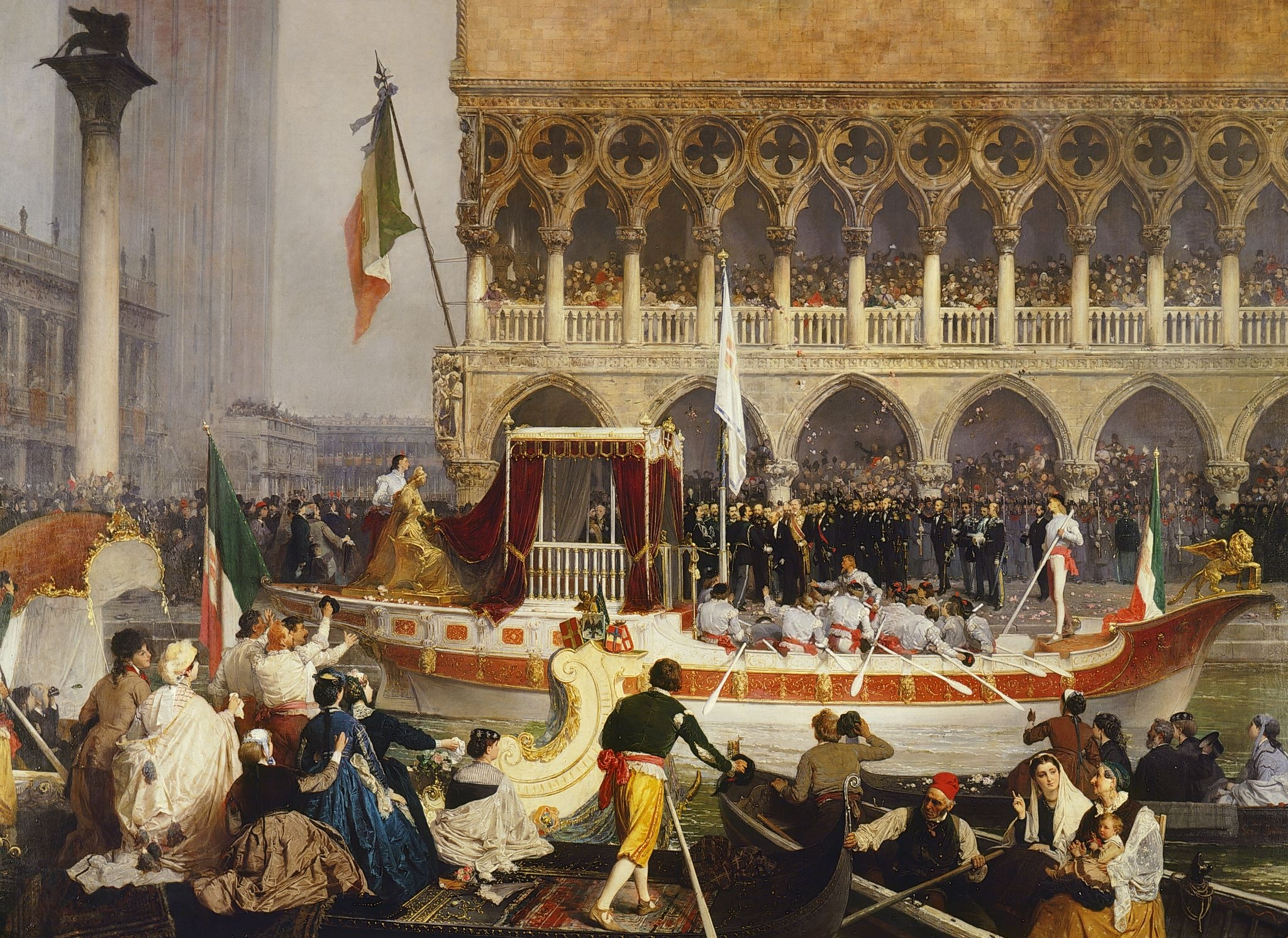
Gerolamo Induno, Ingresso di Vittorio Emanuele II in Venezia
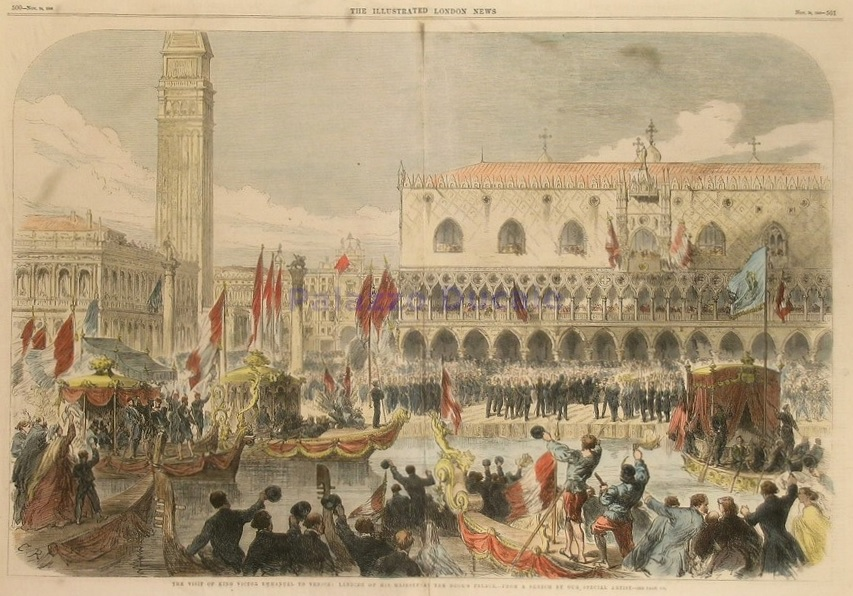
Arrivo di Vittorio Emanuele a Palazzo Ducale (The Illustrated London News)
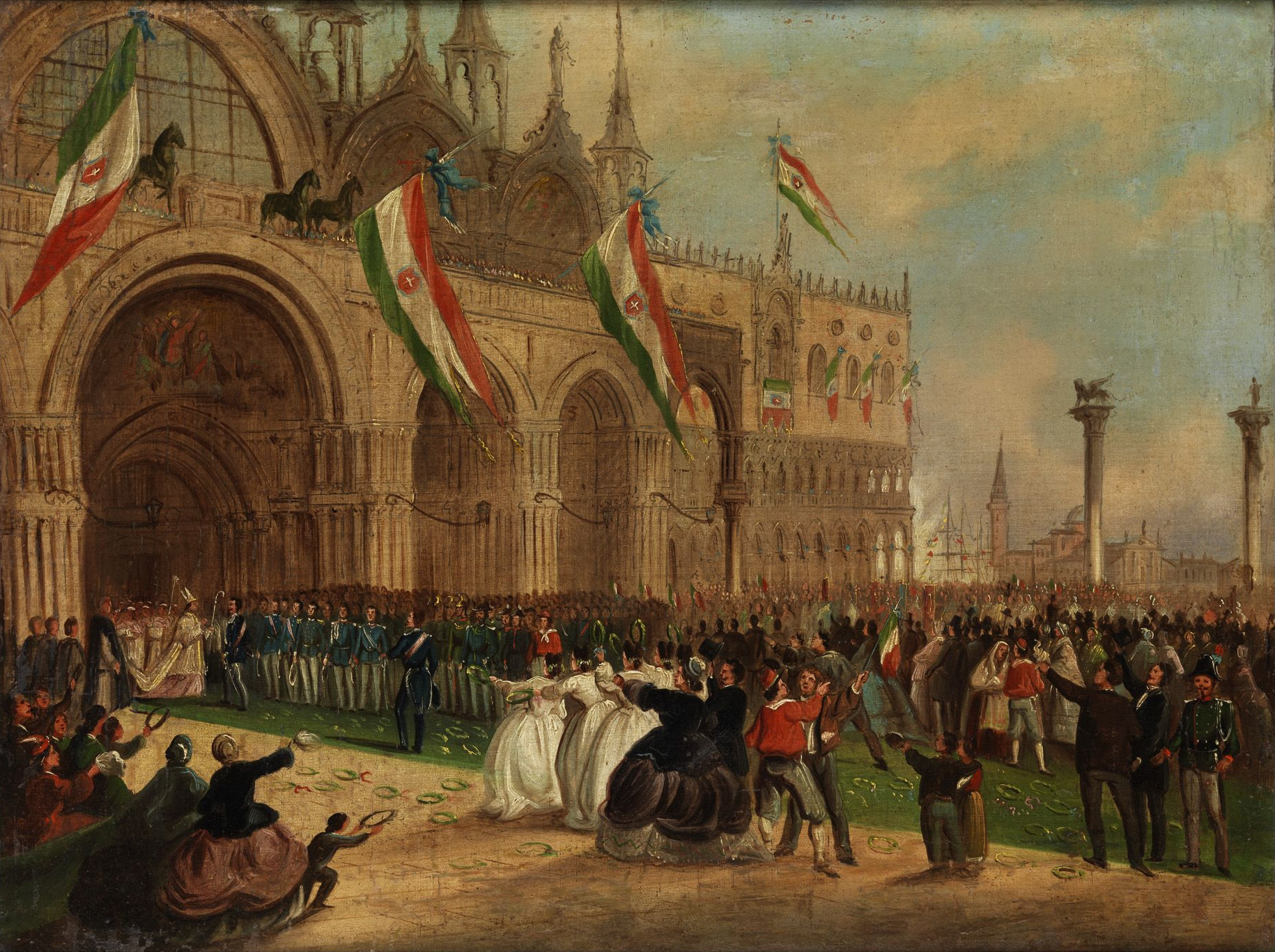
Vittorio Emanuele II dal patriarca di Venezia in piazza San Marco
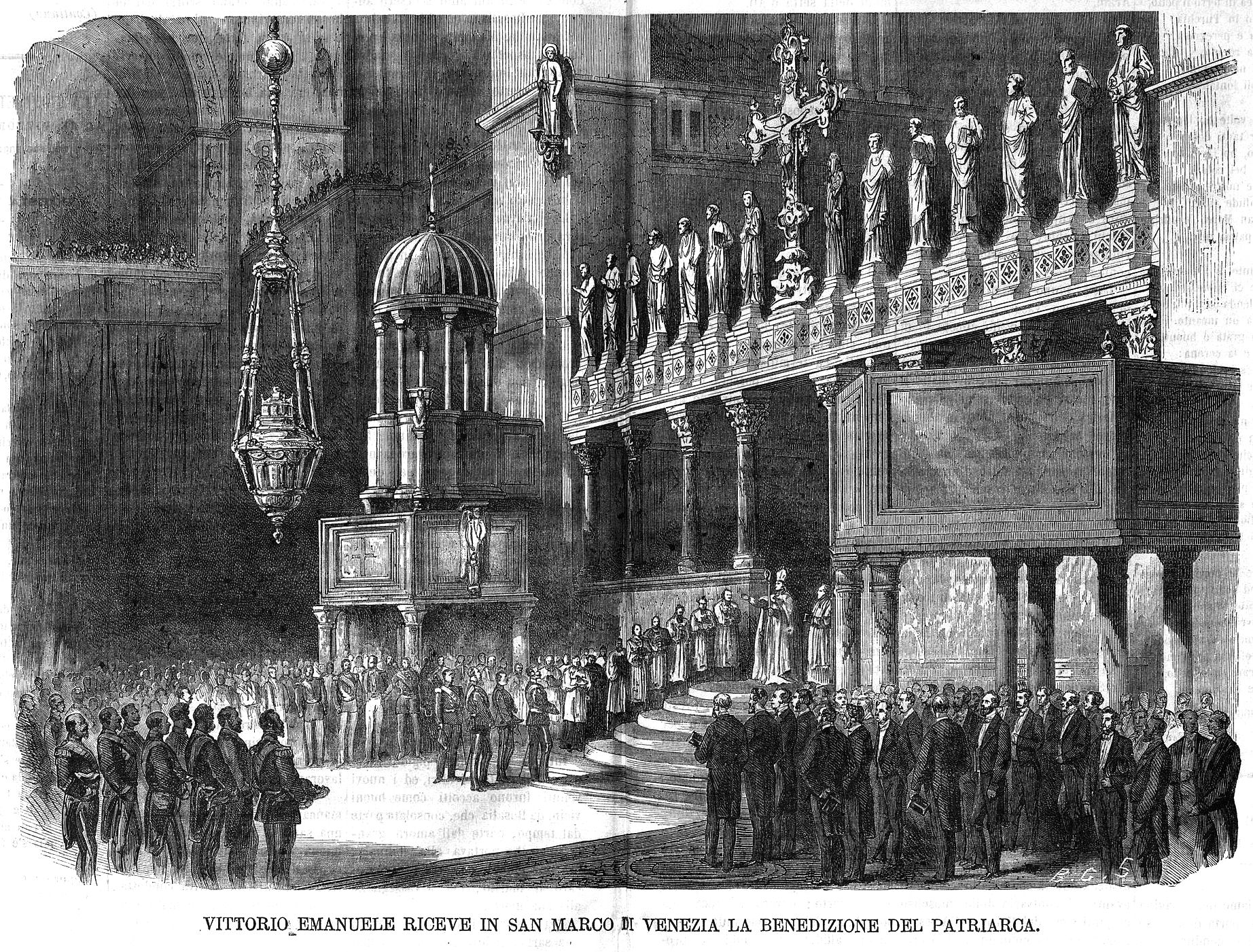
Vittorio Emanuele II riceve in San Marco la benedizione del patriarca
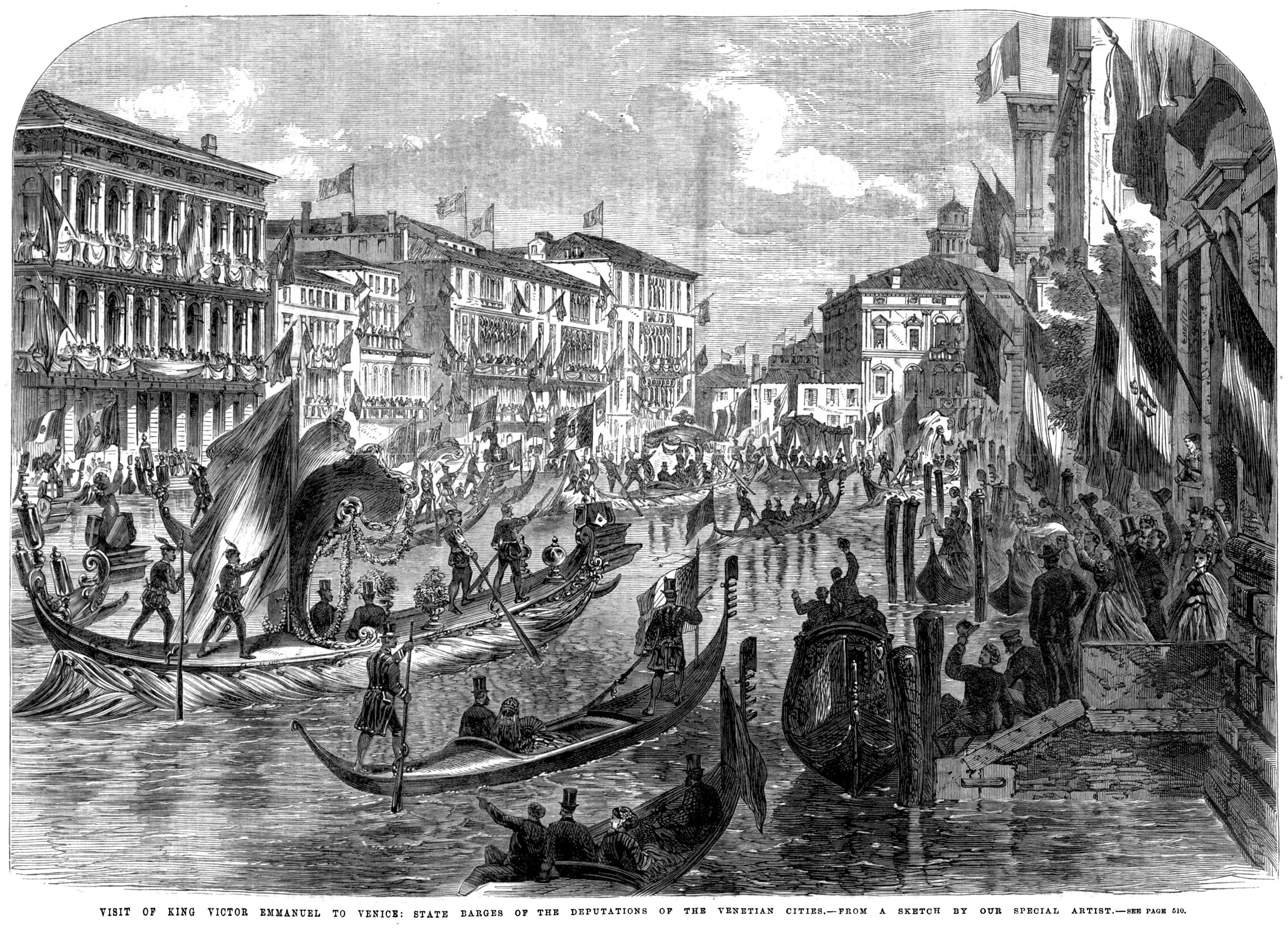
Visita a Venezia di Vittorio Emanuele II
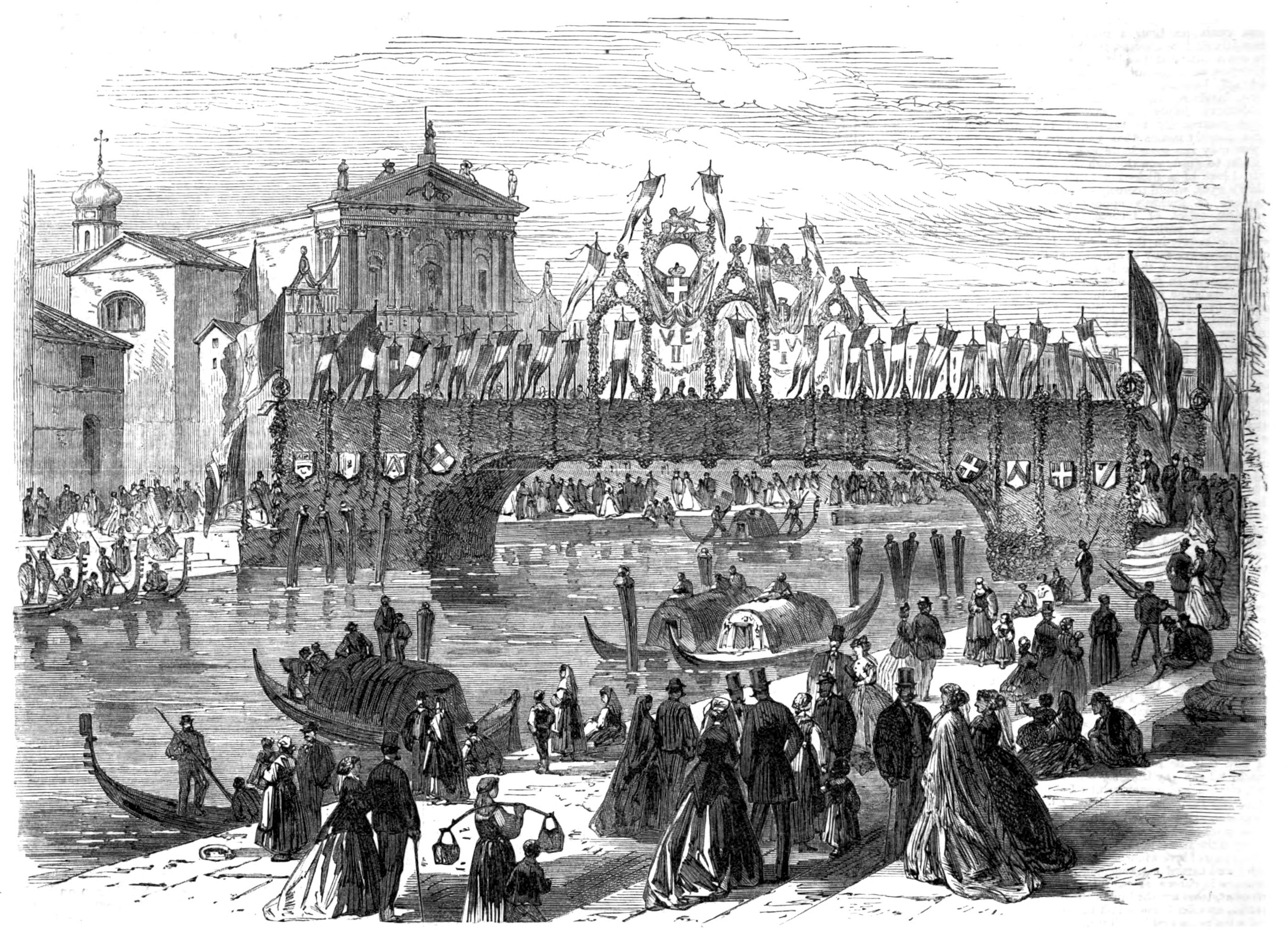
Ponte sul Canal Grande decorato per la visita ufficiale
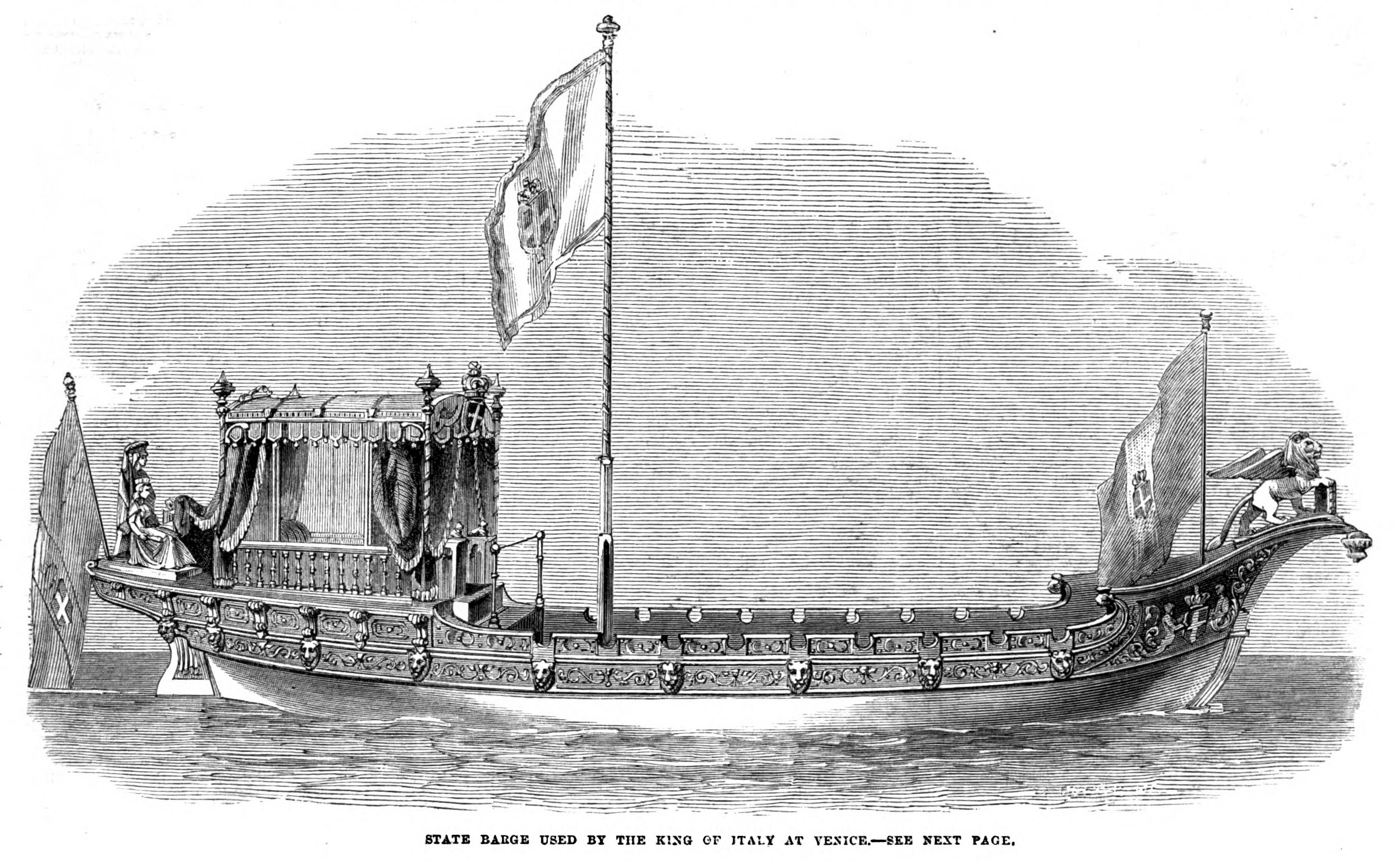
Imbarcazione utilizzata da Vittorio Emanuele II
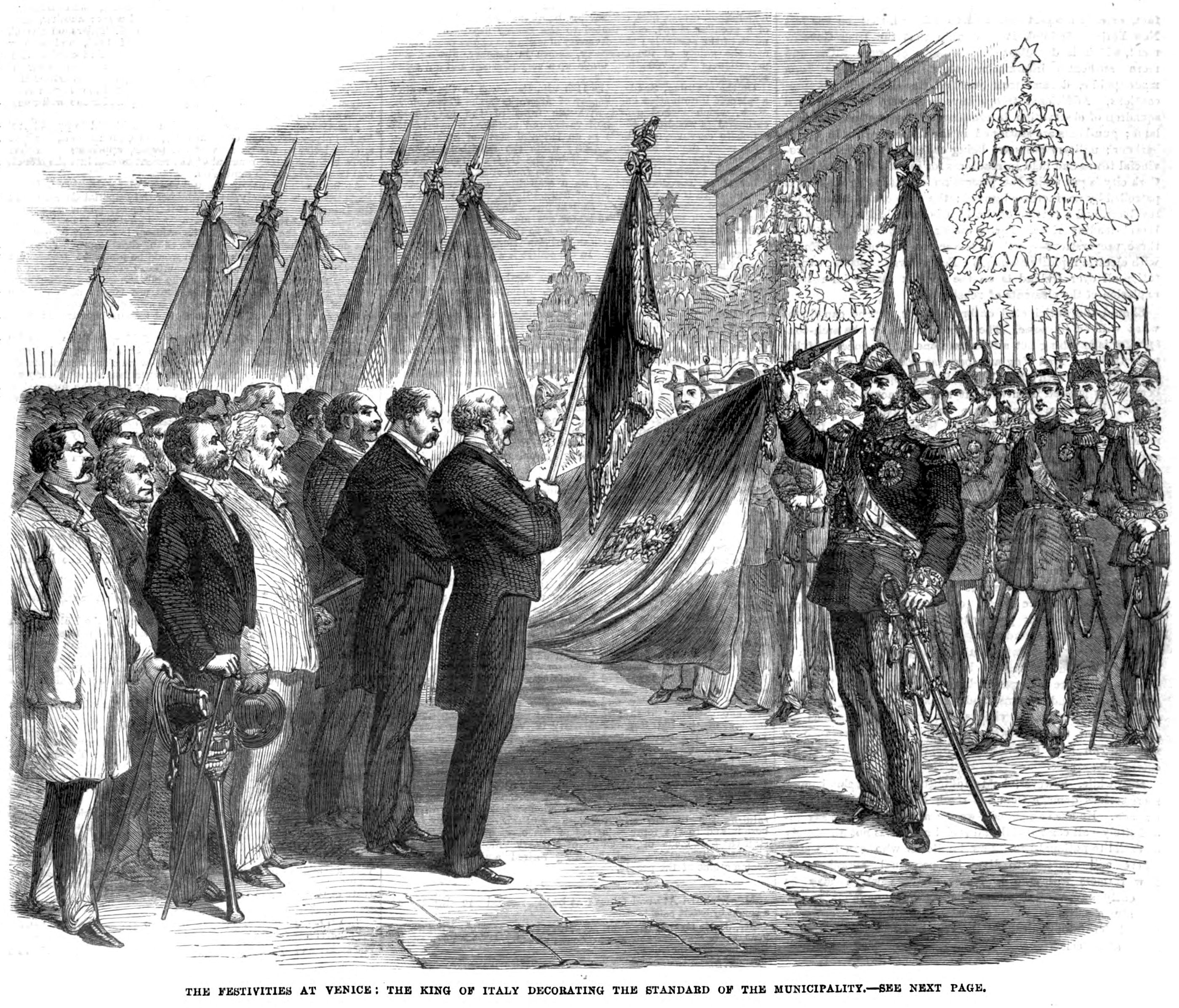
Decorazione della bandiera di Venezia
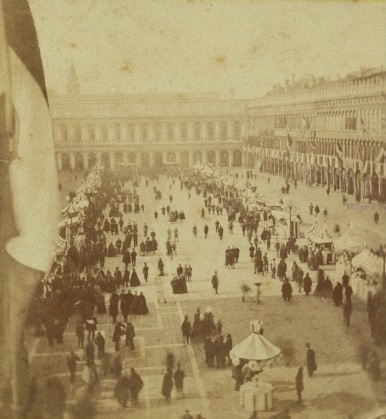
Piazza San Marco durante i festeggiamenti

Rimanevano ancora sotto l'Impero austriaco quei territori mai inclusi nell'ormai scomparso Regno Lombardo-Veneto, ossia il Trentino, la città di Trieste e le aree della costa dalmata con significativa presenza italiana, questo darà nuovo vigore agli spiriti irredentisti e fornirà il principale motivo ai sostenitori dall'entrata in guerra dell'Italia contro l'Austria nel corso della prima guerra mondiale (nota anche come quarta guerra d'indipendenza italiana).

### L'Ordine della Corona d'Italia

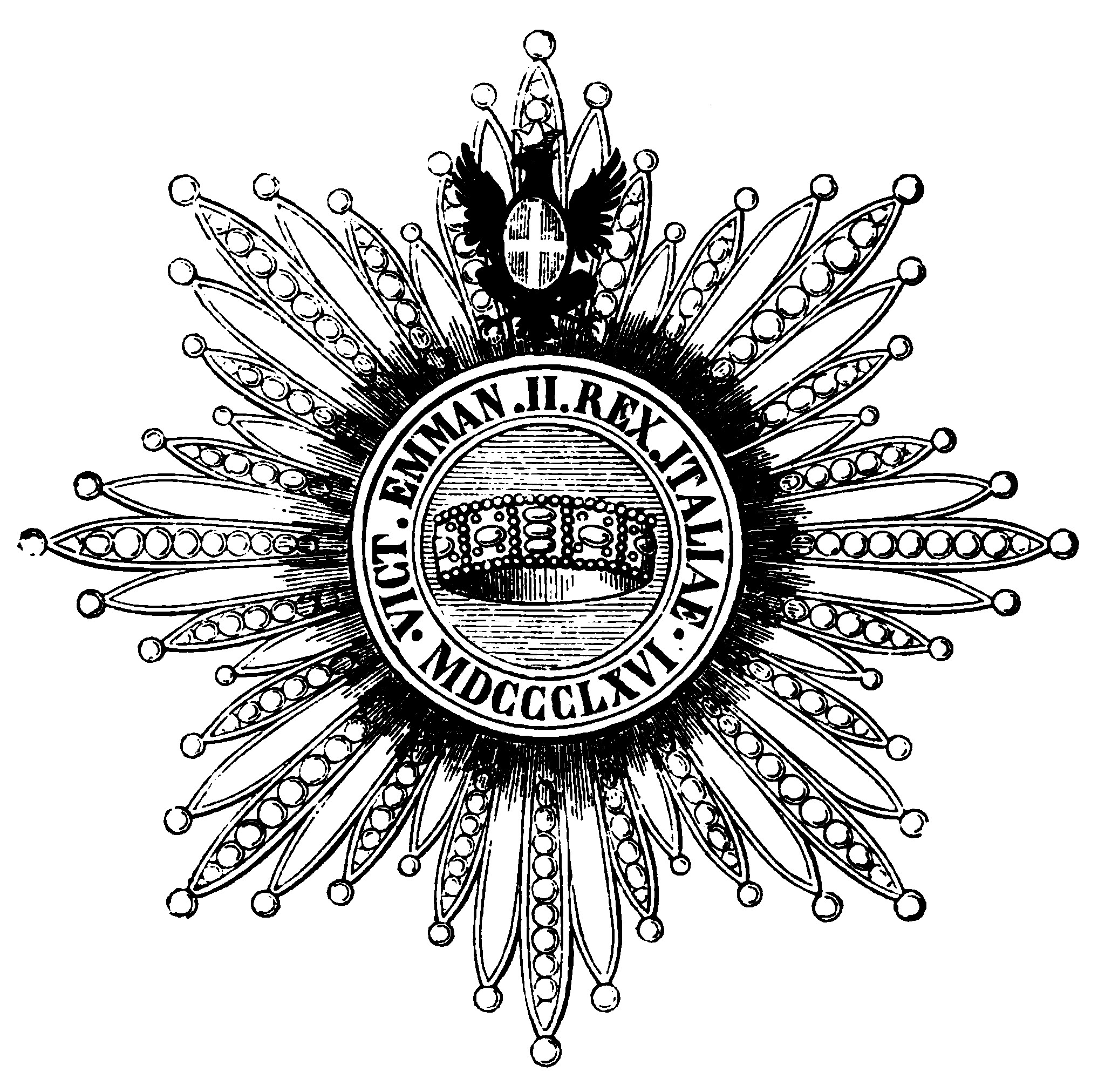
Ordine della Corona d'Italia, Stella di Gran Cordone

Con decreto del 20 febbraio 1868 Vittorio Emanuele II istituì l'Ordine della Corona d'Italia con specifico riferimento all'annessione del Veneto:
(Regio decreto 20 febbraio 1868, n. 4251)
Le decorazioni per tutti i gradi dell'ordine contenevano un'immagine della Corona Ferrea; la decorazione per il grado più alto (Cavaliere di Gran Croce o Gran Cordone) riportava l'iscrizione VICT. EMMAN. II REX ITALIAE - MDCCCLXVI (Vittorio Emanuele II re d'Italia - 1866).

I distretti della provincia di Mantova nel 1868

### La ricostituzione della provincia di Mantova
Nel 1859, dopo la seconda guerra d'indipendenza, la provincia di Mantova, in quanto parte dell'Impero austriaco, era stata privata dei distretti a ovest del fiume Mincio, passati all'allora Regno di Sardegna e suddivisi tra le province di Brescia e di Cremona.
Con l'annessione della provincia di Mantova al Regno d'Italia, venne richiesto di ripristinare i confini storici; la riunificazione avvenne nel febbraio 1868.

## Discussioni sulla validità del plebiscito

Francobollo commemorativo del centenario dell'unione all'Italia (emesso nel 1966)

A partire dalla metà degli anni 1990, alcuni storici, per lo più riconducibili al movimento regionalista veneto hanno iniziato a contestare la validità di quel plebiscito imputando ai Savoia una forte pressione politica, una serie di presunti brogli e un non corretto svolgimento delle votazioni, aggiungendo che la società veneta ottocentesca era prevalentemente rurale con un tasso di analfabetismo ancora elevato e larghi strati della popolazione erano pronti ad accettare le indicazioni dei «ceti superiori».
Altri storici e costituzionalisti respingono tale ricostruzione antirisorgimentale, ricordando da un lato che il plebiscito fu solo la convalida dell'attività diplomatica successiva al trattato di Praga, dall'altro lato facendo notare il grande clima di festa che accompagnò la votazione e che si protrasse fino al trionfale ingresso di Vittorio Emanuele II di Savoia a Venezia il 7 novembre 1866, pertanto escludendo del tutto che l'annessione non fosse voluta dalla popolazione del Veneto e di Mantova.
Nella notte tra l'8 e il 9 maggio 1997, un gruppo di persone autodefinitesi "Veneta Serenissima Armata" (meglio conosciuti come i Serenissimi) occupò militarmente il campanile di San Marco a Venezia: tali attivisti, successivamente arrestati e condannati, sostenevano di aver fatto delle ricerche storiche e scoperto elementi che, a loro parere, avrebbero invalidato, fra l'altro, anche il plebiscito di ratifica dell'annessione al Regno d'Italia del 1866, caratterizzato, sempre a loro dire, da presunti brogli e violazioni degli accordi internazionali sottoscritti durante l'armistizio di Cormons e il trattato di Vienna.
Nel 2012 il Consiglio regionale del Veneto approvò una risoluzione nella quale veniva affermato che «l'adesione del Veneto al Regno italiano con il referendum del 21 e 22 ottobre 1866 è maturata con uno strumento di consultazione diretta, caratterizzato, per la verità, da una serie di azioni truffaldine messe in atto dal Regno d'Italia».
Nel settembre 2016 la Regione del Veneto ha inviato a novanta biblioteche venete una copia del libro "1866 la grande truffa: il plebiscito di annessione del Veneto all'Italia" di Ettore Beggiato, che sostiene la tesi della truffa, rinvigorendo il dibattito tra gli storici.
Il 24 aprile 2017 il presidente della Regione Luca Zaia ha indetto un referendum consultivo per sottoporre ai cittadini residenti il quesito «Vuoi che alla regione Veneto siano attribuite ulteriori forme e condizioni di autonomia?», per poi chiedere competenze di governo simili alle regioni a statuto speciale confinanti. La data della votazione, scelta congiuntamente alla Lombardia dove si è svolta una consultazione analoga, è avvenuta simbolicamente il 22 ottobre 2017, proprio nel giorno del 151º anniversario del voto del 21-22 ottobre 1866, anche per "dare una risposta" allo storico plebiscito.

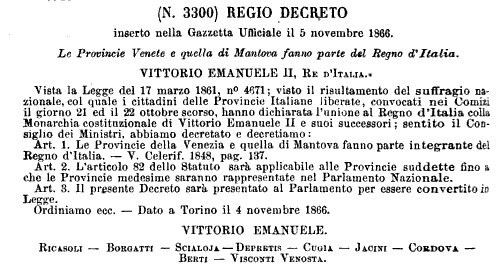
Regio decreto 4 novembre 1866, n. 3300

## Formale abrogazione del decreto di annessione
Nel dicembre 2010 Roberto Calderoli, allora ministro per la Semplificazione normativa del Governo Berlusconi IV, annunciò l'approvazione del cosiddetto "decreto ammazza-norme" con cui si volevano eliminare dall'ordinamento italiano migliaia di leggi considerate inutili od obsolete: tra le norme abrogate vi era però anche il regio decreto 4 novembre del 1866, n. 3300, oltre alla relativa legge di conversione 18 luglio 1867, n. 3841, che avevano decretato l'annessione del Veneto al Regno d'Italia.
Si trattò in realtà di un'abrogazione meramente formale, in quanto la Costituzione repubblicana da un lato sancisce l'indivisibilità dell'Italia e dall'altro include il Veneto tra le regioni italiane. Sebbene alcune fonti giornalistiche riportino un presunto decreto correttivo successivo, il regio decreto n. 3300 del 1866 rimase formalmente abrogato.

## Il plebiscito veneto del 1866 nella letteratura italiana
I fatti del plebiscito veneto hanno ispirato anche narratori e romanzieri italiani di differenti opinioni politiche.
Nel 1872, nel suo racconto Ai fratelli che partono per l'esercito. Predicozzo, il giornalista cattolico intransigente padovano Giuseppe Sacchetti (1845-1906) scrisse: «Non vi ricordate di quel bel giorno del 1866, quando avete portato anche voi il vostro sì in quel bussolotto? Allora voi senza saperlo diventavate italiani! Eh! Ve lo dirò tra parentesi, io non ho mica dato allora il mio sì; avrei dato volentieri il no, ma siccome sarei stato solo, e ben me la pensava, in tutta la Provincia di Padova, ho creduto meglio di astenermi. Calcolate, che una affare simile dei sì vostri è accaduto anche in quelle città; per cui furono annesse. Sapete cosa vuol dire annettere? Ve lo direi, ma non posso». Anche un altro intransigente padovano, Alessio De Besi (1842-1893), scrisse un racconto intitolato Di tasca in tasca: viaggio d'un quarto di fiorino, che narra la storia di una moneta parlante che testimonia di essere stata usata per comprare i sì al plebiscito del 1866.
Recentemente anche Andrea Molesini nel romanzo Non tutti i bastardi sono di Vienna ha inserito una riflessione critica sullo svolgimento delle votazioni del 1866.

## Filmografia
- Senso, regia di Luchino Visconti (1954) tratto dalla novella di Arrigo Boito
- Il leone di vetro, regia di Salvatore Chiosi (Italia, 2014)

## Bibliografia

Annullo commemorativo del 150º anniversario dell'annessione del Veneto al Regno d'Italia. L'annullo contiene un errore simile al Gronchi rosa: i confini rappresentati sono quelli dell'attuale Regione del Veneto, anziché quelli del territorio in cui si svolse il plebiscito del 1866 (Mantova e province venete, incluse Udine e Pordenone).